# 16. Jahrhundert
Portal Geschichte | Portal Biografien | Aktuelle Ereignisse | Jahreskalender | Tagesartikel

◄ |
14. Jh. |
15. Jh. |
16. Jahrhundert
| 17. Jh.
| 18. Jh.
| ►

1500er |
1510er |
1520er |
1530er |
1540er |
1550er |
1560er |
1570er |
1580er |
1590er
Das 16. Jahrhundert begann am 1. Januar 1501 und endete am 31. Dezember 1600. Es dauerte wegen der gregorianischen Kalenderreform von 1582 nach dem julianisch-gregorianischen Kalender nur 36.515 Tage.
Die Weltbevölkerung zu Beginn dieses Jahrhunderts wird im Mittel auf 440 Millionen Menschen geschätzt, während sie zum Ende des Jahrhunderts schätzungsweise auf 560 Millionen Menschen anstieg. Der globale Austausch von Gütern und Ideen erreichte eine nie zuvor gekannte Intensität und Qualität. Die iberischen Reiche etablierten ein weltumspannendes Handelsnetz, in das sie Amerika integrierten. Amerikanische Güter gelangten sowohl nach Europa als auch nach Asien und Afrika und erweiterten das dortige Lebensmittelangebot. Umgekehrt gelangten zahlreiche Kulturpflanzen und vor allem Nutztiere von Europa nach Amerika. Einerseits ging die indigene Bevölkerung durch die von Europäern mitgebrachten Epidemien stark zurück, anderseits gab es eine starke Einwanderung aus Afrika und Europa. Die lateinische Christenheit Europas spaltete sich im Zuge der Reformation. Der eng mit der Reformation verknüpfte starke Anstieg gedruckter Werke vergrößerte die Bildung breiter europäischer Bevölkerungsschichten.
Während das am Rande Europas gelegene Russische Zarenreich seine Expansion nach Sibirien begann, expandierte das Osmanische Reich rund um das Mittelmeer und wandelte sich zu einer Großmacht mit mehrheitlich muslimischer Bevölkerung. Weiter östlich entstanden mit dem iranischen Safawidenreich und dem indischen Mogulreich zwei weitere große islamische Großmächte. Wie im christlichen Europa wurde auch für die islamischen Schießpulver-Reiche die konfessionelle Ausrichtung als Merkmal zur gegenseitigen Abgrenzung immer wichtiger. Auf den südostasiatischen Inseln wurde der Islam zur vorherrschenden Religion. Chinas wirtschaftlicher Aufschwung ging mit einer Reduzierung der Standesunterschiede einher. In der zweiten Jahrhunderthälfte wurde das in viele Herrschaften zersplitterte Japan durch mehrere Feldherren geeint. Nach ihrer gescheiterten Invasion Koreas ließen die Japaner ein zerstörtes Land zurück.

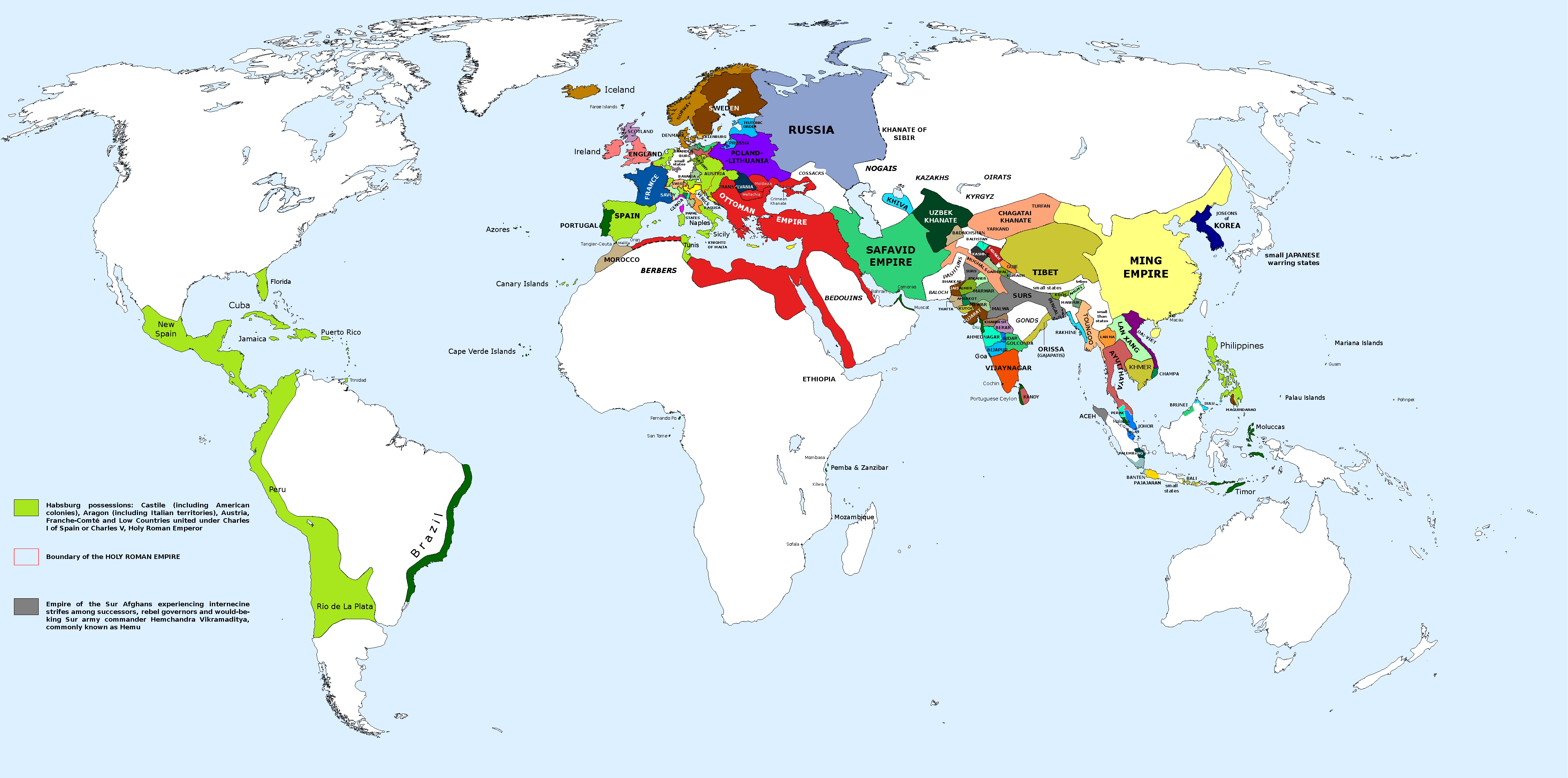
In Europa bekannte Welt im Jahr 1555

## Europa
Das Europa des 16. Jahrhunderts wird der Epoche der frühen Neuzeit zugerechnet. Der Kontinent gliederte sich in zahlreiche christlich geprägte Territorialstaaten, von denen Frankreich, England, Spanien und Polen-Litauen die Größten waren. Die Territorien wurden von Monarchen regiert, die ihre Herrschaft an ihre Nachkommen vererbten. In diesem Jahrhundert stieg die Dynastie der Habsburger zur mächtigsten Dynastie Europas auf. Auch wenn sie Kaiser des zentraleuropäischen Heiligen Römischen Reiches Deutscher Nation waren, war ihre Macht außerhalb des von ihnen direkt regierten Österreich beschränkt. Das in Osteuropa gelegene russisch-orthodox geprägte Russische Zarenreich eroberte nicht nur europäische Nachbarterritorien, sondern begann seine Expansion nach Sibirien. Südosteuropa wurde vom muslimischen Osmanischen Reich beherrscht.
Über die iberischen Reiche nahm die Einbindung Europas in den globalen Handel stark zu, was nicht nur das europäische Warenangebot, sondern auch das Wissen über die Welt deutlich vergrößerte. Humanismus und Renaissance, die vorher ihren Schwerpunkt in Italien hatten, etablierten sich in den Ländern nördlich der Alpen. Sie führten zum Aufschwung der Wissenschaften und zu einer stärkeren Versachlichung der Herrschaft.
Die Reformation veränderte nicht nur die religiösen Vorstellungen von Teilen der europäischen Bevölkerung, sondern führte auch zu einer Veränderung der politischen Verhältnisse. Diese Veränderungen mündeten in mehrere gewaltsame Konflikte.
Zu Beginn des 16. Jahrhunderts waren die Temperaturen in Europa im Mittel nur geringfügig kühler als die Durchschnittstemperatur im 20. Jahrhundert. Jedoch gingen die Temperaturen nach dem Jahr 1540, dem wärmsten und trockensten Jahr des Jahrhunderts, im Trend nach unten. In dieser Zeit, in der es Schwankungen und Zwischenphasen gab, mehrten sich ab 1560 extreme Kälteperioden, wobei der Winter des Jahres 1573 der kälteste Winter des Jahrhunderts war.

### Zentral- und Südeuropa

Europäischer Herrschaftsbereich Karls V., nach seiner Wahl 1519
Kastilien (weinrot)
Besitzungen Aragons (rot)
Burgundische Besitzungen (orange)
Österreichische Erblande (gelb)
Heiliges Römisches Reich (blassgelb)

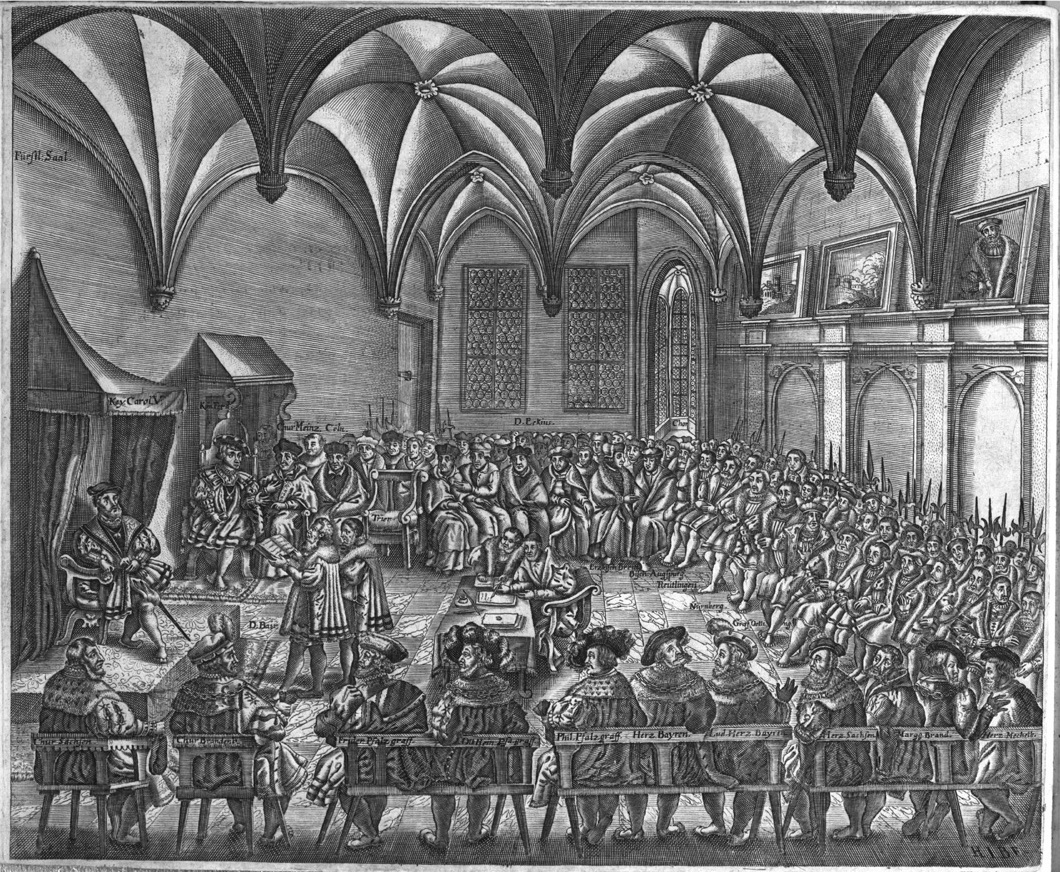
Verlesung der „Confessio Augustana“ auf dem Augsburger Reichstag von 1530

Der größte Teil Zentraleuropas war Teil des Heiligen Römischen Reiches, Sacrum Imperium Romanum. Dieses gliederte sich in zahlreiche Herrschaften und reichsfreie Städte. Insbesondere die größeren Fürstentümer bauten ihre autonome Herrschaft zu quasi souveränen Reichen aus. Am mächtigsten waren die Kurfürstentümer, deren Regenten den Kaiser wählen durften. Er sowie die Reichsorgane konnten nur beschränkt Macht über die Fürsten und Reichsstände ausüben. Mit der Reformation wurde die Mehrheit des Reiches evangelisch. Die evangelischen Fürsten zogen die Besitztümer von Kirche und Mönchsorden in ihrem Herrschaftsgebiet zu ihren Gunsten ein und bauten so die Zentralherrschaft in ihren Territorien aus. Insbesondere Kaiser Karl V. (von 1530 bis 1556 Kaiser) versuchte, durch den Schmalkaldischen Krieg den katholischen Glauben wiedereinzuführen und nach seinem Sieg die kaiserliche Zentralherrschaft zu stärken. Auch wenn er Zwischenerfolge erzielte, scheiterte er letztendlich mit seinen Anliegen. Der Augsburger Religionsfriede des Jahres 1555 sicherte den evangelischen Fürsten ihre Besitzstände zu, bot jedoch auch Anknüpfungspunkte für die Gegenreformation. Die Bauern wurden durch die Ausdehnung der fürstlichen Rechte und Herrschaftsbefugnisse zunehmend bedrängt. Angeregt durch die Freiheitsversprechen einiger Reformatoren brachen Bauernaufstände aus, die zu Bauernkriegen eskalierten. Bei der militärischen Niederschlagung der Aufstände verloren viele Bauern ihr Leben. Die Fürsten schränkten ebenfalls die Macht der kleinadeligen Ritter ein, die ihre wirtschaftliche Grundlage und angestammte Lebensweise in Gefahr sahen. Der Aufstand der Ritter wurde wie der Aufstand der Bauern durch die Fürsten niedergeworfen.
Auf Reichsebene gab es Institutionen, wie den Reichstag und den Reichsgerichtshof, die jedoch nur einen geringen Einfluss auf die einzelnen Territorien hatten. Dennoch gelang es mit der Constitutio Criminalis Carolina, einem Strafgesetzbuch, das Strafrecht im Reich zu reformieren und einheitlicher zu gestalten.
Kaiser Karl V. war sowohl Regent des Reiches als auch Spaniens. Dessen Ressourcen und die seiner Kolonien nutzte er für zahlreiche Kriege in Europa so stark, dass Spanien in diesem Jahrhundert, trotz starkem Silberimport aus Südamerika, mehrfach in den Staatsbankrott geriet. Philipp II. führte die Politik seines Vaters fort, auch wenn er nicht mehr über die österreichischen Erblande mit ihrem Kaisertitel gebot. Ihm gelang ein vorübergehender Sieg gegen die Osmanen im Kampf um die Vorherrschaft im Mittelmeer. Ferner konnte er seine Machtstellung in Italien, ganz Süditalien gehörte zu seinem Herrschaftsbereich, festigen. Durch einen Erbfall erlangte er zum Jahrhundertende zusätzlich die Herrschaft über Portugal. Hingegen konnte er den Abfall eines Teils der Niederlande nicht verhindern und seinen Einfluss auf England nicht aufrechterhalten.
Karl und Philipp sicherten ihre Macht im Innern durch eine Allianz mit der Kirche. Mit königlicher Rückendeckung gingen die katholischen Inquisitoren mit den Mitteln des Inquisitionsverfahrens gewaltsam gegen jegliche Abweichung vom katholischen Glauben in Spanien vor. Ihr massives Vorgehen gegen konvertierte Juden und Muslime förderte deren Massenauswanderung. Weiterhin sicherte der Aufbau einer Bürokratie und Diplomatie, die Ansätze eines modernen Staates hatte, die monarchische Macht. Die königlichen Finanzschwierigkeiten hinderten Spanien nicht, wirtschaftlich wie kulturell ein goldenes Zeitalter zu erleben. Doch die Krisen des folgenden Jahrhunderts kündigten sich mit der Inflation durch den Silberimport bereits an.
Der Norden der Italienischen Halbinsel war ein Ort ständiger Auseinandersetzungen zwischen den österreichischen Habsburgern, Frankreich, den italienischen Kleinstaaten und dem Kirchenstaat. Im Laufe des Jahrhunderts konnten die Habsburger Frankreich aus Italien weitgehend verdrängen. Die verschiedenen Kleinstaaten hielten ihre Stellungen.

### Westeuropa

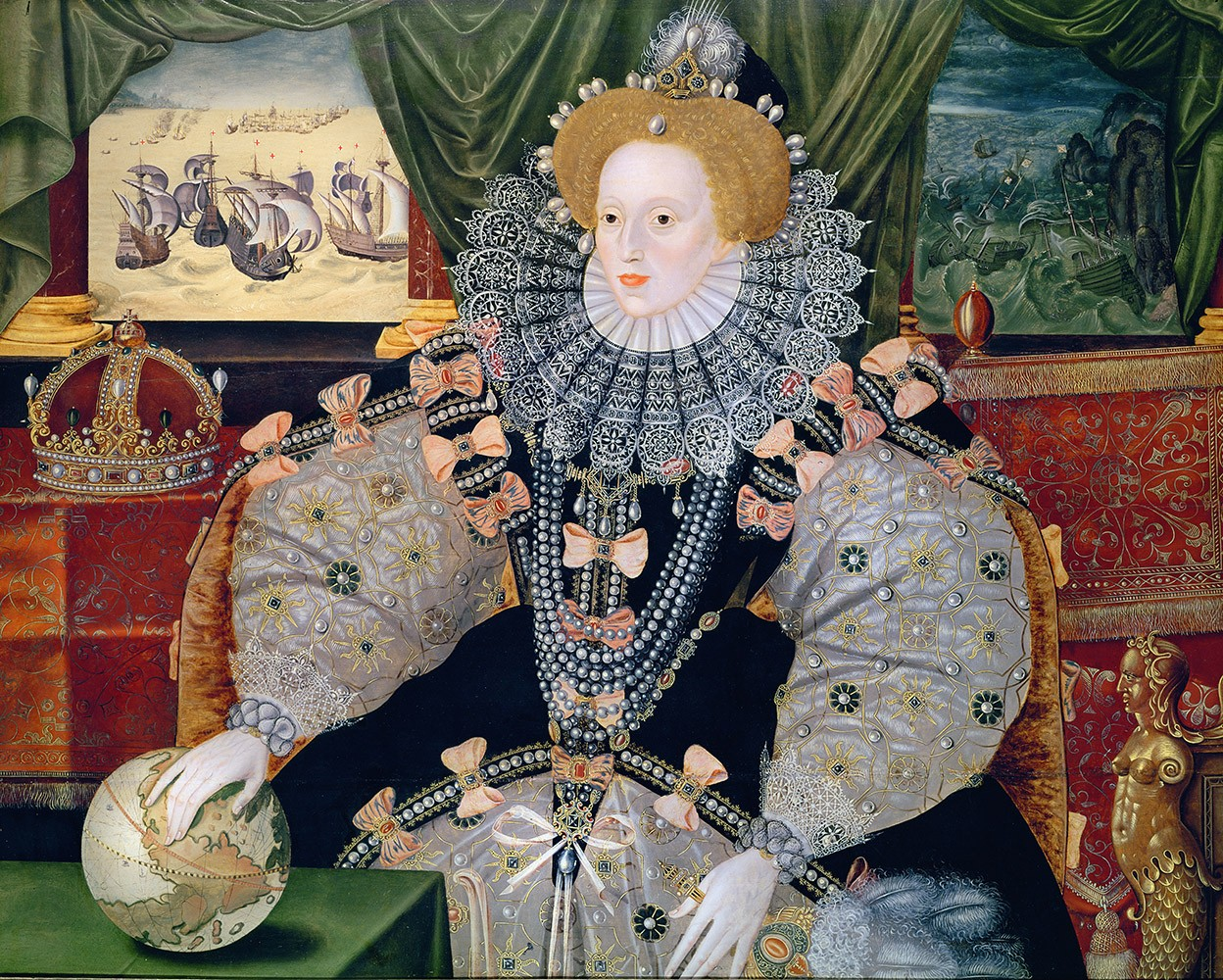
Das Armadaporträt ließ Elisabeth I. als Reaktion auf den Sieg über die Spanische Armada malen.

England wurde im 16. Jahrhundert von der Tudor-Dynastie regiert. Heinrich VIII. löste sich im Jahr 1534 von der römisch-katholischen Kirche und gründete die anglikanische Kirche, dessen Oberhaupt der Monarch war. Nach der Trennung von Rom löste er die Klöster seines Reiches auf, konfiszierte ihren Landbesitz und verkaufte diesen an Kleinadelige und reiche Bauern zu sehr günstigen Preisen. Diese Profiteure der englischen Reformation waren eine wichtige Machtbasis, auf die die Krone die Durchsetzung der Reformation stützte. Aber erst Elisabeth I. setzte das anglikanische Bekenntnis in England mit massiven Repressionsmaßnahmen flächendeckend durch. Hingegen blieb die irische Bevölkerung, deren Könige die Tudors in Personalunion waren, katholisch. In der zweiten Jahrhunderthälfte besiedelten zahlreiche Engländer anglikanischen Bekenntnisses die irische Insel. Die von Elisabeth unterstützte Piraterie gegen Spanien und der religiöse Gegensatz führten zu mehreren Seekriegen beider Länder, die die Engländer gewannen.
Auch in den Spanischen Niederlanden fand die Reformation, hier die calvinistische Auslegung, großen Anhang. Ihre Anhänger wurden jedoch von den herrschenden spanischen Habsburgern unterdrückt. Mit dem Bildersturm von 1566 begann der Niederländische Freiheitskampf, der als bedeutende frühbürgerliche Revolution des 16. Jahrhunderts einen wichtigen Schritt vom Übergang vom Feudalismus zum Frühkapitalismus in Westeuropa bedeutete. Nach zahlreichen Auseinandersetzungen erklärte sich der nördliche Teil als Republik der Sieben Vereinigten Provinzen im Jahr 1581 für unabhängig.

Paris während der Bartholomäusnacht. Zeitgenössisches Gemälde von François Dubois

Vor der Auseinandersetzung mit Spanien waren England und die Spanischen Niederlande Teil eines Handelsnetzwerkes, das über die Hafenstadt Antwerpen mit dem iberischen Welthandel verbunden war. Über dieses Netzwerk exportierten sie ihre Waren, beide hatten eine bedeutende Textilproduktion, in die ganze Welt. Im Zuge der Auseinandersetzungen mit Spanien zerbrach dieses Handelsnetzwerk und beide Länder begannen ihren Aufstieg zu Welthandelsmächten, die den iberischen Welthandel im folgenden Jahrhundert stark zurückdrängten.
Nach den Rückschlägen des Hundertjährigen Krieges erholte sich Frankreich. Die Könige an der Spitze des Staates versuchten ihre Macht gegenüber Adel und Bürgertum auszubauen. Dabei half ihnen das Konkordat von Bologna, mit dem sie die Ämter der einflussreichen Kirche besetzen konnten. Die kleine aber einflussreiche Gruppe von Adeligen und Bürgern die Mitte des Jahrhunderts zur calvinistischen Konfession übertraten, sahen die Monarchen als Gefahr ihrer Macht. Die religiösen Gegensätze wurden in der zweiten Jahrhunderthälfte in einer Reihe von Bürgerkriegen, den Hugenottenkriegen, ausgetragen. Diese wurden mit dem Edikt von Nantes beendet, das den Calvinisten umfangreiche religiöse Rechte einräumte. Außenpolitisch versuchten die Könige ihre Macht gegenüber den Habsburgern zu behaupten, wozu sie Bündnisse über religiöse Grenzen hinweg mit den deutschen evangelischen Fürsten, den Osmanen und dem anglikanischen England abschlossen. Es gelang ihnen, die Grenzen Frankreichs nicht nur zu halten, sondern zu erweitern.

### Nord- und Osteuropa

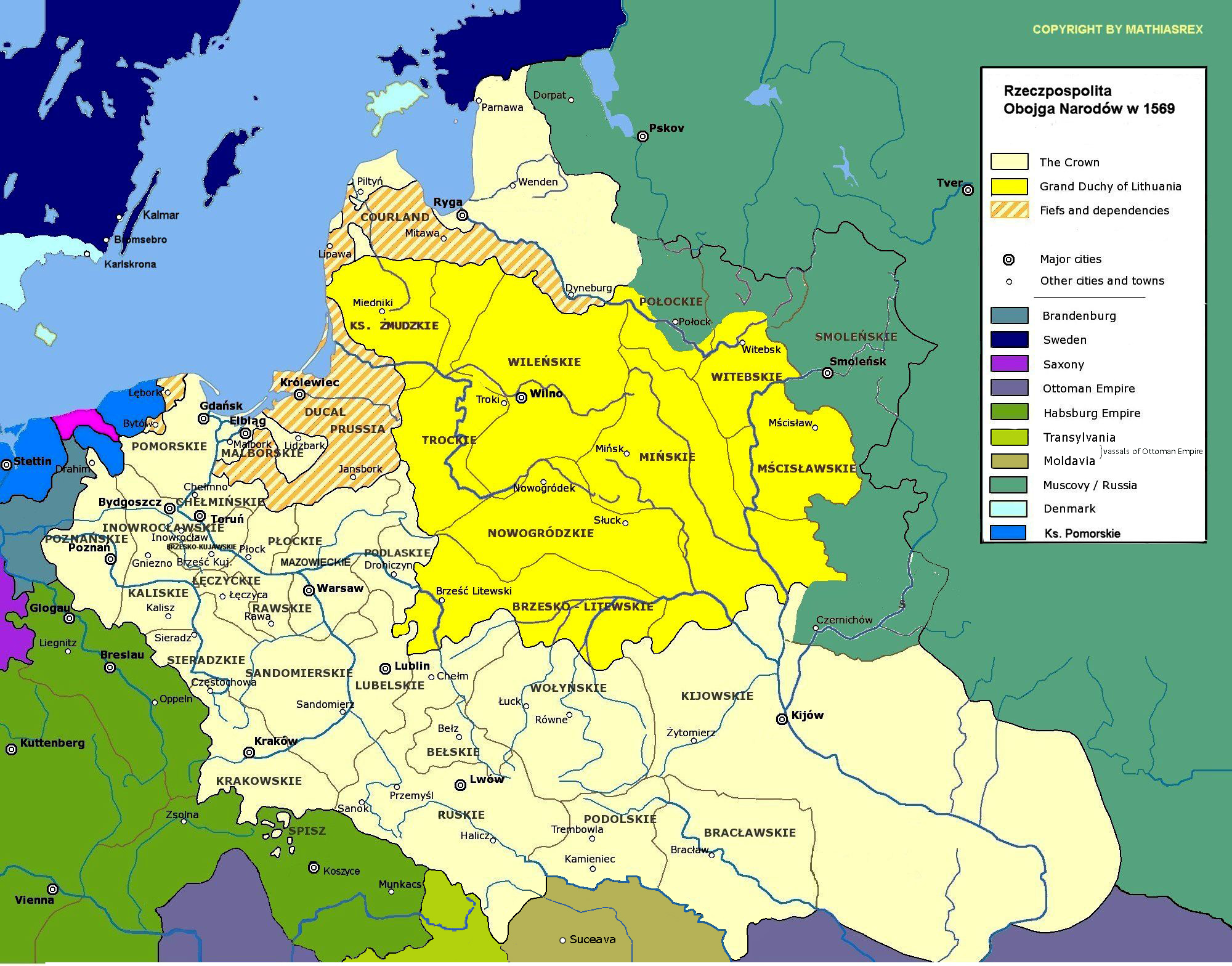
Polen nach der Union von Lublin

Östlich des Heiligen Römischen Reiches lag die von den Jagiellonen regierte Polnisch-Litauische Union. Sie vereinte das Königreich Polen und das Großfürstentum Litauen unter einer Krone. Durch die Union von Lublin im Jahr 1569 wurden beide Länder zu einem einheitlichen Reich zusammengefasst. Wie in beiden Teilreichen zuvor, konnte eine Adelsversammlung, der Reichstag, den König wählen. Da die Jagiellonen-Dynastie bis 1569 der Garant für die Union war, wurden bis dahin nur Könige aus dieser Dynastie gewählt. Nachdem der letzte König der Dynastie ohne männlichen Erben gestorben war, gingen die Adeligen zur freien Königswahl über. Da der Adel unter dem König der einzige Stand mit Herrschaftsrechten war, wird von einer Adelsrepublik gesprochen.
Auch in Polen fanden Luther und Calvin vor allem beim deutschsprachigen Bürgertum und beim Adel Anhänger. Die katholische Kirche setzte die Beschlüsse des Konzils von Trient schnell um und stellte in Polen eine große Kircheneinheit unter dem Papst den anderen Konfessionen gegenüber. Gewaltsame Konflikte zwischen den Konfessionen wurden durch die ab 1573 vom König beschworene Glaubenstoleranz vermieden. Die nördlich von Polen gelegenen Gebiete des Deutschen-Ordens unterstellten sich in diesem Jahrhundert der Lehnshoheit des polnischen Königs. Der Ordensmeister wechselte zur evangelischen Konfession und gründete das Herzogtum Preußen als weltlich regiertes Gebiet unter polnischer Lehenshoheit. Livland, das dem heutigen Estland und Lettland entsprach, war ein Gebiet mit deutscher Oberschicht und baltischer Bauernschaft. Polen beendete die zeitweise Besetzung großer Teile Livlands durch das russische Zarenreich und wurde seinerseits zum Lehnsherr des Gebietes. Im Jahr 1600 geriet es mit Schweden in Konflikt über Livland, der in einen jahrzehntelangen Krieg mündete.
Schweden hatte sich zuvor in einem Bürgerkrieg aus der Kalmarer Union mit Dänemark gelöst. Unter dem ersten Wasa König wurde es lutherisch. Den Konfessionswechsel nutzte der schwedische König, um die Güter der Klöster zugunsten der Krone zu säkularisieren. Damit baute der Monarch, dem nun 70 % der Steuereinnahmen direkt zustanden, seine Macht gegenüber dem Adel aus.
Im 16. Jahrhundert expandierte das Großfürstentum Moskau und spätere russische Zarenreich durch stetige Eroberungszüge um ein Vielfaches seiner ursprünglichen Größe. Insbesondere bei der Expansion nach Westen geriet das Reich in ständige Kriege mit Polen-Litauen und später mit Schweden. Der erhoffte Durchbruch zur Ostsee gelang nicht. Im Süden und Osten eroberten russische Truppen und die in ihrem Auftrag handelnden Kosaken die Nachfolgereiche der Goldenen Horde. Am weitreichendsten war die Eroberung des Khanates Sibir, das östlich des Urals lag. Mit ihr begann die russische Eroberung Sibiriens.
Das Großfürstentum Moskau wurde von den autokratischen Herrschern der Rurikiden-Dynastie, die sich seit Iwan dem Schrecklichen Zaren nannten, regiert. Mit diesem Titel sahen sich die Regenten als Beschützer der orthodoxen Kirche, die ihre Herrschaft legitimierte und stützte. Wie ihre Vorgänger führten die Zaren Maßnahmen zur Zentralisierung des Reiches, wie die Vereinheitlichung von Gesetzen und der Währung, durch. Die Bedeutung des Erbadels wurde durch den Aufbau eines Dienstadels verringert. Durch die Opritschnina-Politik, bei der Iwan der Schreckliche hunderte tatsächliche oder vermeintliche Gegner durch seine Leibgarde ermorden ließ, verkleinerte er den Erbadel und stärkte seine autoritäre Macht. Durch den verlorenen Livländischen Krieg und die Unterdrückungsmaßnahmen war das Reich zum Jahrhundertende in einer sehr schlechten wirtschaftlichen und politischen Verfassung.

### Herrschaft und Gesellschaft
Europas Gesellschaft war eine Ständegesellschaft, die in sehr begrenzten Fällen einen Auf- oder Abstieg ermöglichte. Das gesellschaftliche Klima in England erlaubte eine größere Durchlässigkeit zwischen Adel und vermögendem Bürgerstand. Der Stand, in dem man mit Ausnahme des Klerikerstandes hineingeboren wurde, bestimmte Rechte und Pflichten der Menschen. Der führende Stand war der Adelsstand, der Herrschaftsrechte, steuerliche und rechtliche Privilegien genoss. Typische Aufgaben dieses Standes waren die Ausübung von Herrschaft, Verwaltung des Landbesitzes und die Kriegsführung. Der Klerikerstand in römisch-katholischen Ländern war der einzige Stand, den man wählte. Auch hier gab es große Unterschiede zwischen den Dorfpfarrern, die meist aus einfachen Verhältnissen stammten, und den meist dem Adel entstammenden Bischöfen und Äbten. Der weit überwiegende Teil der Bevölkerung gehörte dem Dritten Stand an, der oft in den städtischen Bürgerstand und den Bauernstand untergliedert wird. Zahlreiche Differenzierungen innerhalb dieser Stände wirkten sich auf Rechte und Pflichten aus. Allgemein bestimmte der Stand die Berufswahl und die Auswahlmöglichkeiten eines Ehepartners. Der Vermögensbesitz spielte ebenfalls eine Rolle. Er qualifizierte für die Besetzung von öffentlichen Ämtern. Die Ständeordnung wurde von den Menschen im 16. Jahrhundert als gottgegeben und notwendig für das Funktionieren der Gesellschaft akzeptiert.
Der Regierungs- und Verwaltungsapparat sowie die Kriegsführung, die in diesem Jahrhundert durch immer größere Söldnerheere und eine gesteigerte Investition in Schusswaffen geprägt war, wurden immer teurer. Hingegen war die Macht der Regenten, diese Geldmittel aufzubringen, begrenzt. Zwar war ihre Mittelerhebung nicht mehr wie im Mittelalter auf Regalien und die eigenen Güter beschränkt, aber die Abgabenerhebung war häufig von lokalen Ständen abhängig. Obwohl die meisten Herrscher ihre Verwaltung rationaler organisierten, konnten nur die Fürsten relativ kleiner Fürstentümer, wie die einzelnen Fürstentümer des Heiligen Römischen Reiches und in Skandinavien, dadurch den Herrschaftsdurchgriff auf die unteren Ebenen ausbauen. In größeren Reichen, wie in England, Frankreich und Polen-Litauen, standen Ständeversammlungen, wie das englische Parlament und die französischen Generalstände, den Monarchen gegenüber. Diese Ständeversammlungen konnten in den Verhandlungen mit den Monarchen für sich mehr Rechte gewinnen. In den Reichen an den südlichen Ostseestränden bauten die Adeligen ihre Herrschaftsgewalt gegenüber den Bauern hingegen stark aus.
Wenn auch die Bevölkerung in diesem Jahrhundert insgesamt wuchs, so wurde das Wachstum durch die hohe Kindersterblichkeit, ein gegenüber dem Mittelalter relativ hohes Heiratsalter und restriktive Ehegesetze begrenzt. Nach überstandener Kindheit hatten die Erwachsenen eine Lebenserwartung von 55 bis 72 Jahren.

### Wirtschaft
Die Landwirtschaft war der stärkste Wirtschaftszweig, in dem 90 % der Menschen arbeiteten. Ihr Wirtschaften war stark von der Subsistenzwirtschaft geprägt, so dass nur ein Teil der Produkte in den Handel kam. Die Entwicklung des vorherigen Jahrhunderts fortsetzend nahm der Nah- und Fernhandel und damit die Bedeutung der Geldwirtschaft weiter zu. Die Veränderung der innereuropäischen Handelsnetzwerke knüpfte zunehmend an den Überseehandel Westeuropas an. Das stark städtisch ausgerichtete Handwerk war vorherrschend in Zünften organisiert, die den Marktzugang, die Qualitäten und die Preise regulierten. Außerhalb der Zünfte entwickelten sich im Textilgewerbe als auch im Bergwerkswesen proto-kapitalistische Strukturen. Im Textilgewerbe etablierte sich das Verlagswesen. Reiche Händler aus den Städten stellten den Heimwerkern auf dem Land die Rohstoffe, die diese für sie in kleinen arbeitsteiligen Schritten weiterverarbeiteten und dann wieder an sie verkauften. Wohlhabende Fernhändler, wie die Fugger, nahmen zunehmend Bankgeschäfte in großem Umfang auf. So finanzierten sie die Habsburger Monarchie, von der sie im Gegenzug Kapital in der Form von Ländereien und lukrativen Schürfrechten bekamen. Im florierenden Bergbau wurden Kapitalgeber, die das eigentliche Geschäft nicht mehr betrieben, immer bedeutsamer.
Im Laufe des 16. Jahrhunderts kam es zunehmend zur Aufhebung des Zinsverbotes durch weltliche Autoritäten. Dies führte zu einer Ausdehnung des Bankwesens.

### Kirche und Religion

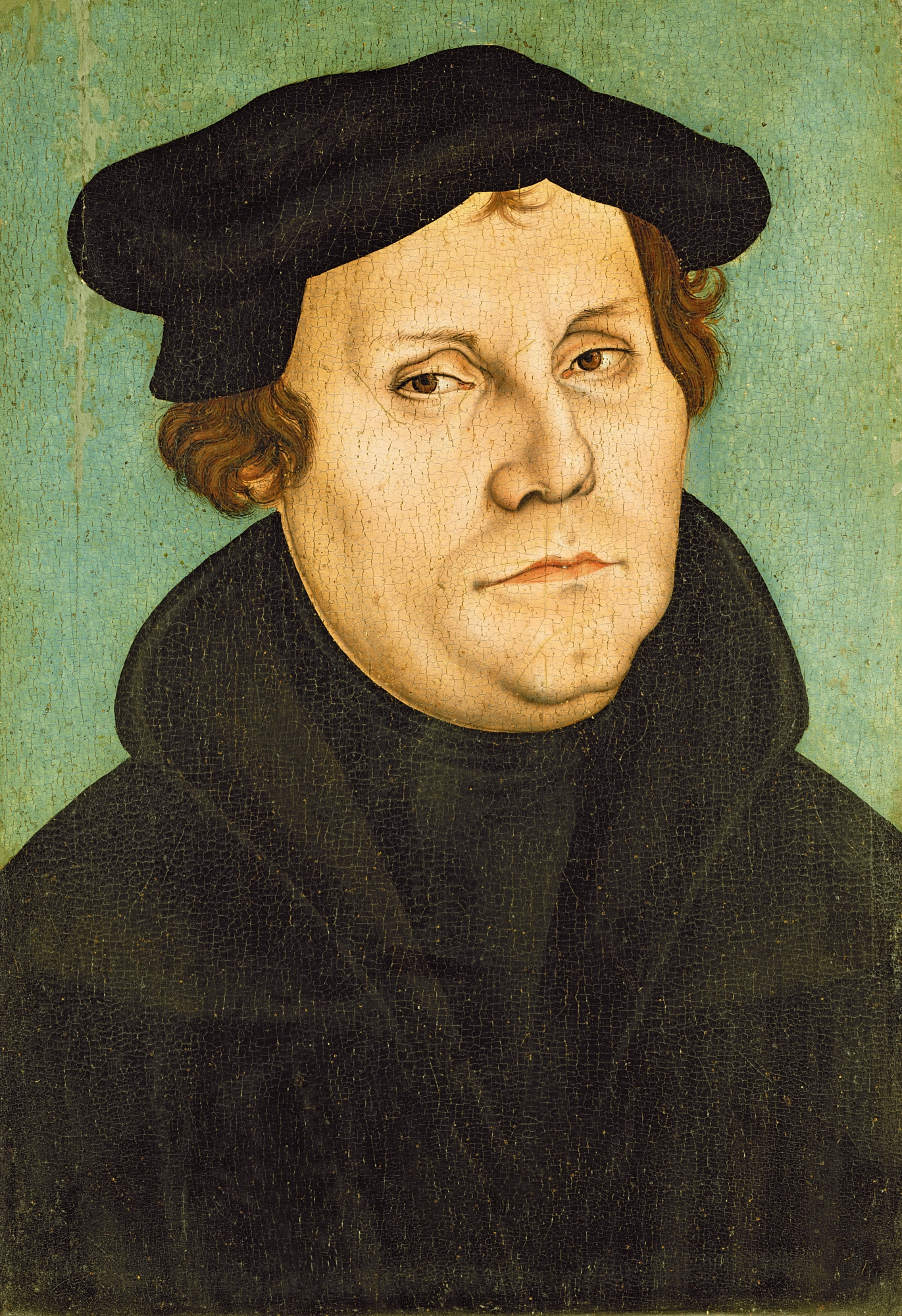
Martin Luther (aus der Werkstatt Lucas Cranachs des Älteren, 1529)

Zu Beginn des Jahrhunderts war der größte Teil der Europäer Anhänger der römisch-katholischen Kirche, die sich von den russisch-orthodoxen Christen und der christlichen Mehrheit des muslimisch beherrschten Balkans abgrenzte. Bei der sehr religiösen Bevölkerung spielte die Sorge um das Seelenheil nach dem Tod eine wichtige Rolle in ihrem Leben. Einziger Vermittler war die Kirche, die die steigende Nachfrage nach käuflichen Heilsprodukten durch die Gläubigen mit einem immer differenzierten Angebot befriedigte. Korruption und Kauf kirchlicher Ämter waren besonders in den Ländern verbreitet, in denen Monarchen nur einen geringen Einfluss auf die Ämterbesetzung hatten. Immer größere Ausmaße nahm der kirchliche Ablasshandel ein, den Päpste, Prälaten, aber auch Regenten als Geldeinnahmequelle benutzten.
Die Kritik an den kirchlichen Missständen wuchs mit der Kommerzialisierung der Religion. Martin Luthers Reformforderungen erlangten durch die Ausweitung des Buchdrucks europaweit eine große Wirkung. Seine Reformideen hatten eine breite Unterstützung der Stände des Heiligen Römischen Reiches, auf die der Kaiser angewiesen war. Die Auseinandersetzungen zwischen Reformbefürwortern und -gegnern eskalierte und mündete schließlich in einer Spaltung der Kirche. Andere Reformatoren, wie Johannes Calvin, hatten von Luther abweichende Ansichten, so dass sich die reformatorische Bewegung wiederum spaltete. Die Reaktion der römisch-katholischen Kirche war das Konzil von Trient, das die Kirche in einigen Bereichen reformierte, jedoch auch klar von den anderen Konfessionen abgrenzte. Ein neuer katholischer Männerorden, die Jesuiten, war Träger der Gegenreformation. Durch die Argumente der Jesuiten und politischen Druck kehrten einige Gebiete zum katholischen Glauben zurück. In der folgenden Konfessionalisierung wurden die jeweiligen Bekenntnisse geschärft. Das Verhalten der Bevölkerung wurde durch Sozialdisziplinierung auf das jeweilige Bekenntnis ausgerichtet.
Die reformatorischen Bewegungen wurden im Laufe des Jahrhunderts immer zahlreicher, konnten sich aber nur halten, wenn sie von der Obrigkeit gestützt wurden. Unabhängige Gruppen wie die Wiedertäufer und die Puritaner wurden unterdrückt oder zerschlagen. Aufgrund des hohen Stellenwertes der Religion im Leben der Menschen wurden ihre kulturellen Vorstellungen stark von der Konfession beeinflusst. Im Gegensatz zu den Katholiken verzichteten die Evangelischen auf die Ausschmückung ihrer Kirchen. Im Zuge der Reformation wurden zahlreiche Kunstwerke in Kirchen zerstört.
Gleichermaßen in katholischen wie evangelischen Gegenden durchzogen Europa am Anfang und Ende des Jahrhunderts Wellen der Hexenverfolgung. Die Verfolgung ging im Laufe des Jahrhunderts zunehmend von staatlichen Stellen aus, die zum Teil auf Forderungen aus dem Volk reagierten. Durch eine auch nach damaligen Maßstäben unfaire Prozessordnung konnten die Angeklagten, die mehrheitlich Frauen waren, sehr selten einer Verurteilung zum Tode entgehen. Unter Folter wurden die Angeklagten zur Nennung vermeintlicher Mittäter gezwungen, so dass den Prozessen ganze Gruppen der Bevölkerung zum Opfer fielen.

### Kunst, Kultur, Wissenschaft und Technik

Waldseemüller-Karte von 1507

In diesem Jahrhundert etablierten sich Humanismus und Renaissance auch nördlich der Alpen. Konzentrierte sich die Wissenschaft vorher auf die Interpretation anerkannter Autoritäten, so wurden für die Wissenschaft in vielen Teilen Europas Experiment und Anschauung zunehmend wichtiger. Die starke Verbreitung des Buchdrucks ermöglichte einen in Intensität und Geschwindigkeit vorher nie gekannten Austausch von Ideen zwischen europäischen Gelehrten und Universitäten. Dies förderte insbesondere Weiterentwicklungen in Medizin, Kartografie, Astronomie und Metallurgie. Nikolaus Kopernikus legte mit der Proklamation eines heliozentrischen Weltbildes die Grundlagen für eine Wende in der Astronomie.
Schon im 15. Jahrhundert wurden die Land- und Seekarten realitätsnäher. Dies steigerte sich in diesem Jahrhundert bis zum vorläufigen Höhepunkt, der Weltkarte Mercators von 1569 mit der von ihm entwickelten Mercator-Projektion. Zuvor bildeten Waldseemüller und Ringmann im Jahr 1507 erstmals die „Neue Welt“ auf einer Weltkarte ab und tauften sie nach dem Entdecker Amerigo Vespucci Amerika. Noch weitere Erkenntnisse, insbesondere über den Pazifischen Ozean, brachte die erste Weltumsegelung von Juan Sebastián Elcano auf einer mit Ferdinand Magellan begonnenen Reise. Unter den weiteren Weltumseglern dieses Jahrhunderts war ebenfalls der englische Pirat Francis Drake.
Die Bildung der Bevölkerung stieg stark an. Lese- und Schreibkenntnisse breiteten sich mit der hohen Verfügbarkeit von gedruckten Texten weiter aus. Die Bibelübersetzung durch Martin Luther trug zur größeren Vereinheitlichung der deutschen Sprache bei, zeitverzögert auch in den katholischen Landesteilen. Freiberufliche Lehrer verbreiteten das Rechnen mit arabischen Zahlen, der Berühmteste von ihnen war Adam Ries.
Die Öffnung und Neueinrichtung von Postrouten für den privaten Postverkehr ermöglichten einen schnelleren Austausch. Organisierte Reiterstafetten beförderten die Post schnell auf festgelegten Routen. Mit den Fortschritten in der Zeitmessung, im Jahr 1510 wurde die Taschenuhr erfunden, wurde das Leben der städtischen Menschen zunehmend durch die genaue Zeiteinteilung bestimmt. Durch den neu eingeführten Gregorianischen Kalender wurde das Jahr neu berechnet.

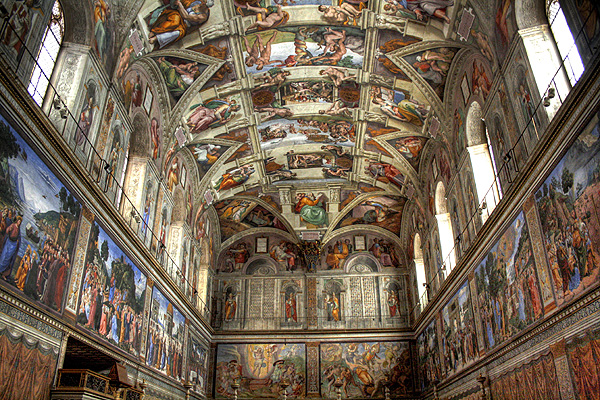
Sixtinische Kapelle

Die Kunst der Renaissance erlangte in Italien ihren Höhepunkt und etablierte sich auch nördlich der Alpen. Anknüpfend an das vorherige Jahrhundert wurden in Italien zahlreiche Bauten im Renaissancestil errichtet. Der größte Renaissancebau war der Petersdom, der als größte Kirche der Welt jedoch erst im 17. Jahrhundert fertiggestellt wurde. In diesem Jahrhundert wurden erstmals auch nördlich der Alpen Gebäude im Renaissancestil errichtet, wo er teilweise mit Elementen der Spätgotik gemischt wurde. Die Schlösser der Loire, die Münchner Residenz und die Schloss- und Klosteranlage El Escorial in Spanien stehen beispielhaft für die neue Architektur. Genauso wie die Bauten war die Bildhauerei der Renaissance geprägt von ihren antiken Vorbildern und der Sicht auf den Menschen als Individuum. Nach den Anfängen im 15. Jahrhundert wurden immer mehr Skulpturen geschaffen, die unabhängig von einem Bauwerk im Raum standen und den oft nackten Körper von Menschen detailgetreu abbildeten. An die Techniken des vorherigen Jahrhunderts anknüpfend schufen Maler einzigartige Bilder, wie die Mona Lisa und die Bemalung der Sixtinischen Kapelle. Im Gegensatz zum Mittelalter wurde der Künstler als Individuum von der Gesellschaft anerkannt, gefeiert und von Herrschern und Wohlhabenden für deren Selbstdarstellung gut bezahlt.
Die Kleidung der Menschen wurde von ihrem Stand und Einkommen bestimmt. Adelige und vermögende Männer trugen italienische Renaissance-Mode, eine Schaube und darüber ein Wams. Ihre Frauen trugen eine fußlange Schaube und ein Kleid mit geschlitzten Ärmeln. In der zweiten Jahrhunderthälfte orientierte sich die Oberschicht in einigen Teilen Europas an der spanischen Mode. Männer und Frauen trugen hohe Halskrausen und ein Korsett. Die höfische Frau trug einen Reifrock.

## Afrika
Die nordafrikanischen Reiche an der Küste des Mittelmeeres, mit Ausnahme des westlichen Maghrebs, wurden am Anfang dieses Jahrhunderts vom Osmanischen Reich erobert. Die Eroberung schloss viele spanische Stützpunkte an der Küste mit ein. Prinzipiell gliederten die Osmanen die Gebiete in ihre zentralstaatlichen Strukturen ein. Einzelne lokale Herrscher konnten sich jedoch Freiräume erhalten. In Ägypten verloren die bisher herrschenden Mamluken ihre Regierungsmacht, die durch einen osmanischen Vizekönig ersetzt wurde. Die bisher von ihnen beherrschte Levante sowie die Cyrenaika trennten die Osmanen administrativ ab, so dass das Gebiet der osmanischen Provinz Ägypten ungefähr dem der heutigen Arabischen Republik Ägypten entsprach. Ägypten bekam auf oberster Ebene die osmanische Verwaltungsstruktur und osmanisches Recht wurde eingeführt. Einige Mamluken retteten einen Teil ihrer Macht, indem sie osmanische Provinzgouverneure wurden. Genauso behielten die Oberhäupter der Beduinenstämme Oberägyptens ihre Selbstbestimmung.

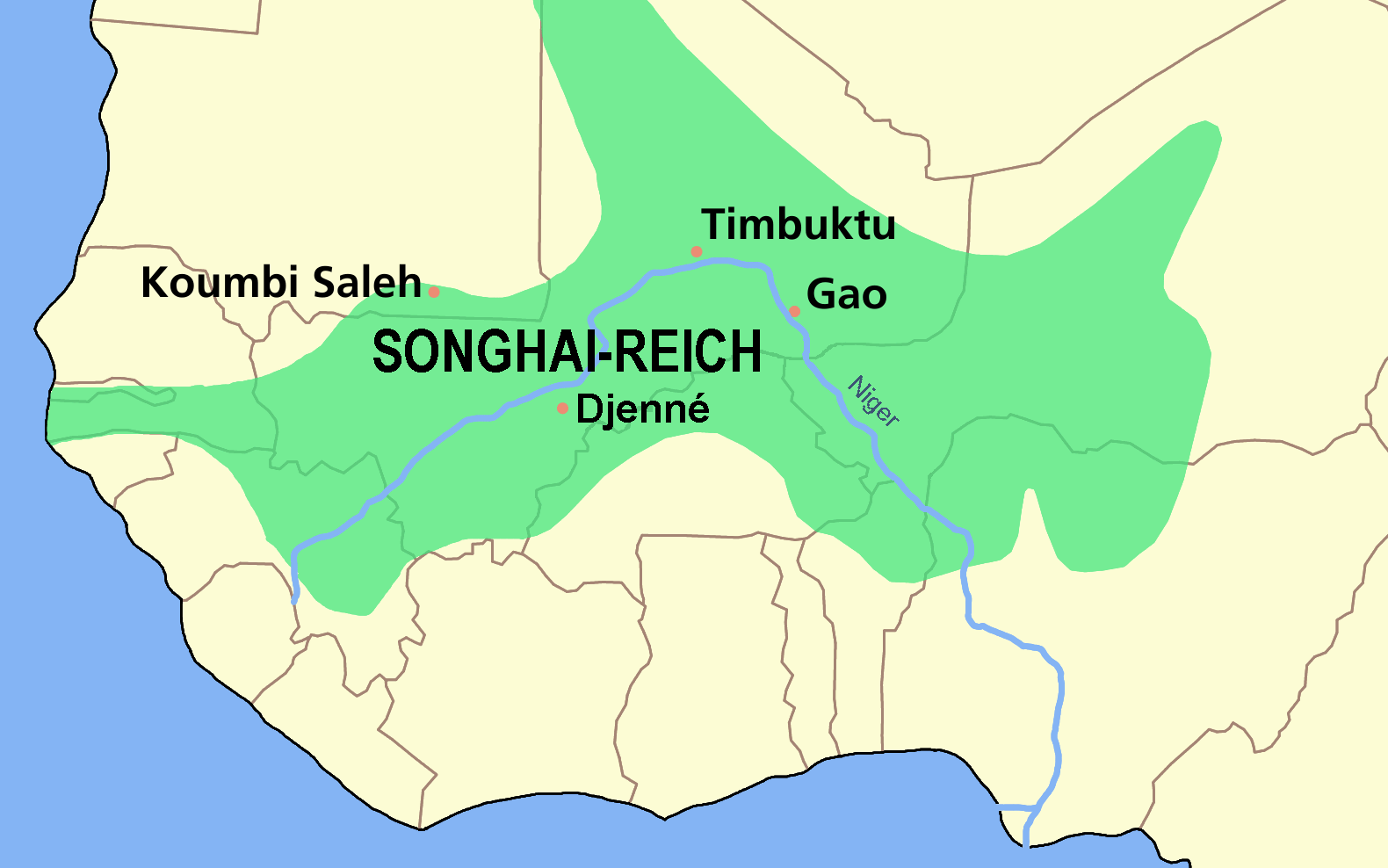
Songhaireich

Der Maghreb war Kriegsschauplatz der Mittelmeermächte Osmanisches Reich, Spanien und Portugal. Er war Basis zahlreicher muslimischer Kaperfahrer, Korsaren, die sich aktiv in die maritimen Auseinandersetzungen auf Seiten der Osmanen einmischten und dabei zahlreiche Christen versklavten und nach Nordafrika verschleppten. Im Ringen der Mächte konnte einzig Marokko seine Unabhängigkeit behaupten, auch wenn es mehrere portugiesische und spanische Stützpunkte an seinen Küsten dulden musste. Gestärkt durch die Lösegeldzahlungen für die Mitglieder einer gescheiterten portugiesischen Expeditionsarmee unternahm die herrschende Saadier-Dynastie einen Expansionsversuch bis zum Nigerbogen. Durch die erfolgreiche Militäroperation wurde die dortige Regionalmacht, das Songhaireich, zerstört. Der Krieg führte jedoch zu starken Rückgängen des Transsaharahandels mit Marokko, so dass der Kriegszug letztendlich Marokko schadete und sich seine Armeen zurückzogen. Zuvor expandierte das Songhaireich zu seiner größten Ausdehnung. Die großen Handelsstädte im Nigerbogen, wie Timbuktu, wurden zu den bedeutendsten Stätten islamischer Gelehrsamkeit in Afrika. Mit dem Untergang des Songhaireiches verloren diese Handelsstädte ihre wissenschaftliche und wirtschaftliche Bedeutung.
Die westafrikanischen Reiche waren durch ein weitverzweigtes jahrhundertealtes Handelsnetz verbunden. An dieses Handelsnetz knüpften die Portugiesen mit ihren afrikanischen Häfen an und verbanden es mit anderen Teilen Afrikas und der übrigen Welt. Der innerafrikanische Handel orientierte sich zunehmend auf die Atlantikküste hin. Während Gold, Salz und Sklaven exportiert wurden, wurden Textilien importiert. Pflanzen, wie Maniok, Bananen und Mais, die aus anderen Weltgegenden nach Afrika importiert wurden, wurden Teil der afrikanischen Landwirtschaft und änderten die Ernährung der Afrikaner.
Im westlichen Zentralafrika ging das Königreich Kongo eine Allianz mit Portugal ein. Der Adel nahm schon im vorherigen Jahrhundert den christlichen Glauben an, behielt jedoch Elemente seines traditionellen Glaubens bei. Anfang des Jahrhunderts dehnte König Afonso I. sein Königreich stark aus. Die Führungstitel und die Korrespondenzsprache waren Portugiesisch. Der König organisierte sein Reich zentralistisch über die Hauptstadt São Salvador. Auch wenn die Landwirtschaft der zentrale Wirtschaftszweig war, so dominierten Sklaven den Export und die Portugiesen waren die ausschließlichen Abnehmer. Durch regelmäßige Sklavenjagden in Nachbarterritorien befriedigte der König die portugiesische Nachfrage. Regelmäßig versuchten Portugiesische Händler die Hauptstadt zu umgehen, was zu Spannungen zwischen den Kongolesen und den Portugiesen führte. Die Jaga-Invasion der Jahre 1568 bis 1570 konnte nur mit portugiesischer Hilfe abgewehrt werden. Die Invasion und die folgenden Zugeständnisse an die Portugiesen schwächten das Königreich. Im Jahr 1575 gründeten die Portugiesen den Stützpunkt Luanda südlich des Kongo. Von diesem betrieben sie in Eigenregie Sklavenjagden auf die Nachbargebiete, um ihre steigende Nachfrage nach Sklaven zu befriedigen. In Westafrika hingegen nutzten die Portugiesen existierende afrikanische Netzwerke von Versklavung und Sklavenhandel. Insgesamt wurde nur ein Viertel der afrikanischen Sklaven nach Südamerika verschifft, die anderen Sklaven wurden in der portugiesischen Kolonie São Tomé eingesetzt oder innerhalb von Afrika und in den Nahen Osten verkauft.
Auf der Schiffsroute nach Indien gründeten die Portugiesen auch Niederlassungen an der Ostküste Afrikas und drängten die muslimischen Stadtstaaten, die von dort über Jahrhunderte den Handel mit Asien betrieben hatten, zurück. Schwerpunkt des portugiesischen Engagements in Ostafrika war das Gebiet des heutigen Mosambiks.

## Asien

### Osmanisches Reich

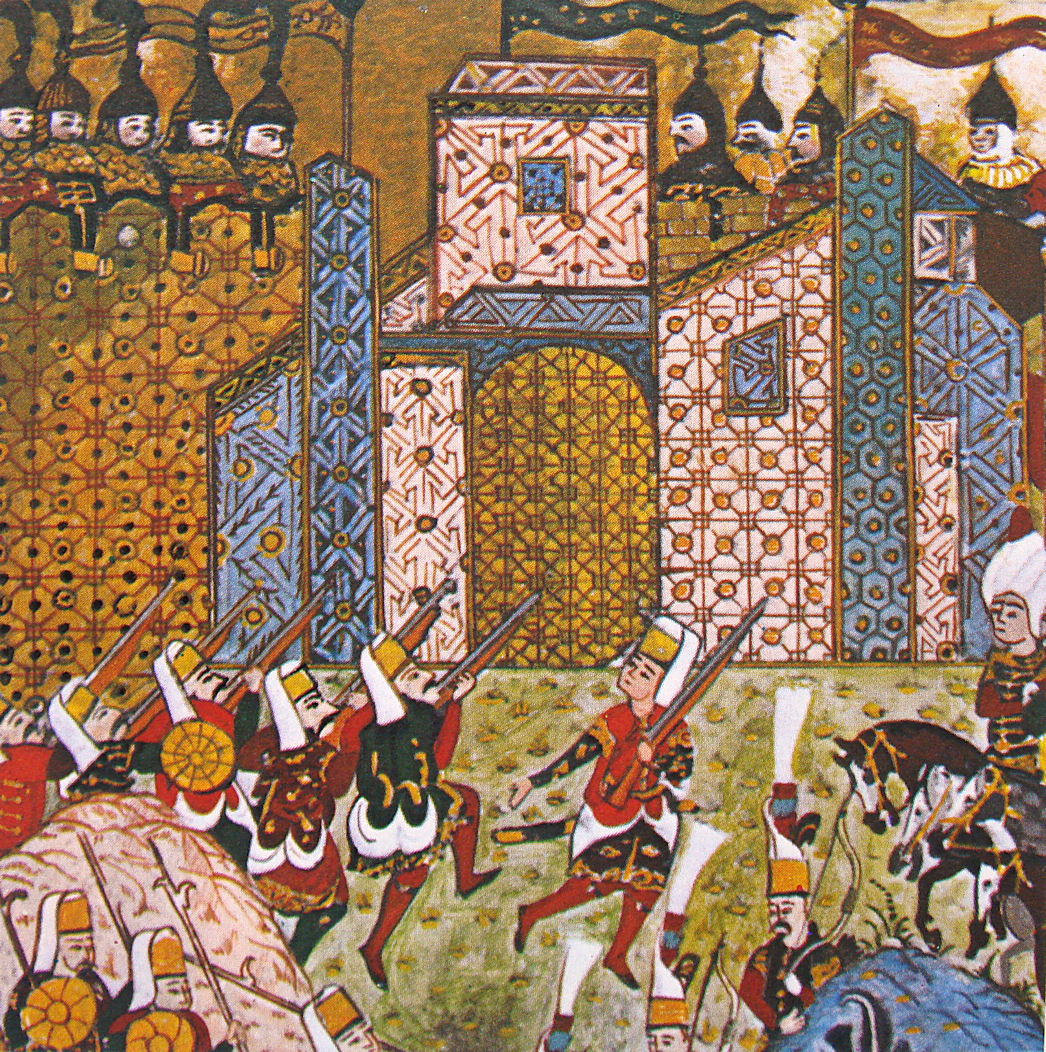
Osmanische Eroberung von Rhodos im Jahr 1522

War das Osmanische Reich in den vorherigen Jahrhunderten vorwiegend ein europäisches Reich mit einem sehr hohen Anteil von Christen, so expandierte es zu Beginn dieses Jahrhunderts in den Nahen Osten und nach Nordafrika. Der nun überwiegend muslimischen Bevölkerung der Großmacht am Mittelmeer präsentieren sich die Sultane als Kalifen und Beschützer der heiligen muslimischen Stätten in Mekka und Medina.
Um die Gebiete im Nahen Osten konkurrierten die Osmanen mit den expansiven Safawiden, gegen die sie im Laufe des Jahrhunderts zahlreiche Kriege führten. Nachdem sie Ägypten von den Mamluken erobert hatten, dehnten sie ihre Herrschaft an der nordafrikanischen Küste bis an die Grenzen Marokkos aus. Ihre Expansion führte zu einem Krieg mit den Habsburgern und Venedig um die Vorherrschaft im Mittelmeer. In dieser Auseinandersetzung unterstützten sie Korsaren, muslimische Seeräuber, die auf ihren Raubzügen zahlreiche christliche Europäer versklavten und nach Nordafrika verkauften. Dadurch, dass der Sherif von Mekka sich unter ihren Schutz stellte, erlangten die Osmanen einen hohen Prestigegewinn. Kurz nach der Eroberung Ägyptens expandierte das osmanische Reich auf dem Balkan und eroberte große Teile Ungarns, scheiterte jedoch bei dem Versuch, Wien zu erobern.
Das Osmanische Reich war vom Grundsatz her ein zentralistisches Reich, an dessen Spitze die Sultane mit ihrer uneingeschränkten Macht standen. Als Kalifen waren sie auch die oberste religiöse Autorität des Reiches. Die Sultane stammten alle aus der Familie der Osmanen, wobei es nach dem Tod eines Sultans oft blutige Nachfolgekämpfe zwischen seinen Söhnen gab. Ihre Macht delegierten die Sultane an verschiedene Amtsinhaber, wobei die Großwesire die Spitze der Regierung bildeten. Diese standen dem obersten Beratungsgremium, dem Dīwān, vor. In den Provinzen des Reiches übten Paschas die Herrschaft stellvertretend für den Sultan relativ eigenständig aus. Bei der Besetzung der nicht erblichen Stellen, spielte die erwartete Leistungsfähigkeit eine viel bedeutendere Rolle als die Herkunft. Die Elite des Reiches, die Askeri, genoss umfangreiche rechtliche Privilegien. Auf lokaler Ebene gab es zahlreiche Selbstverwaltungseinheiten, deren Mitglieder religiös-ethnische oder berufliche Gemeinsamkeiten zusammenhielten. Diese Einheiten hatten weitreichende Freiheiten zur Selbstorganisation und die Herrschaft des Sultans reichte selten unmittelbar auf die lokale Ebene durch.

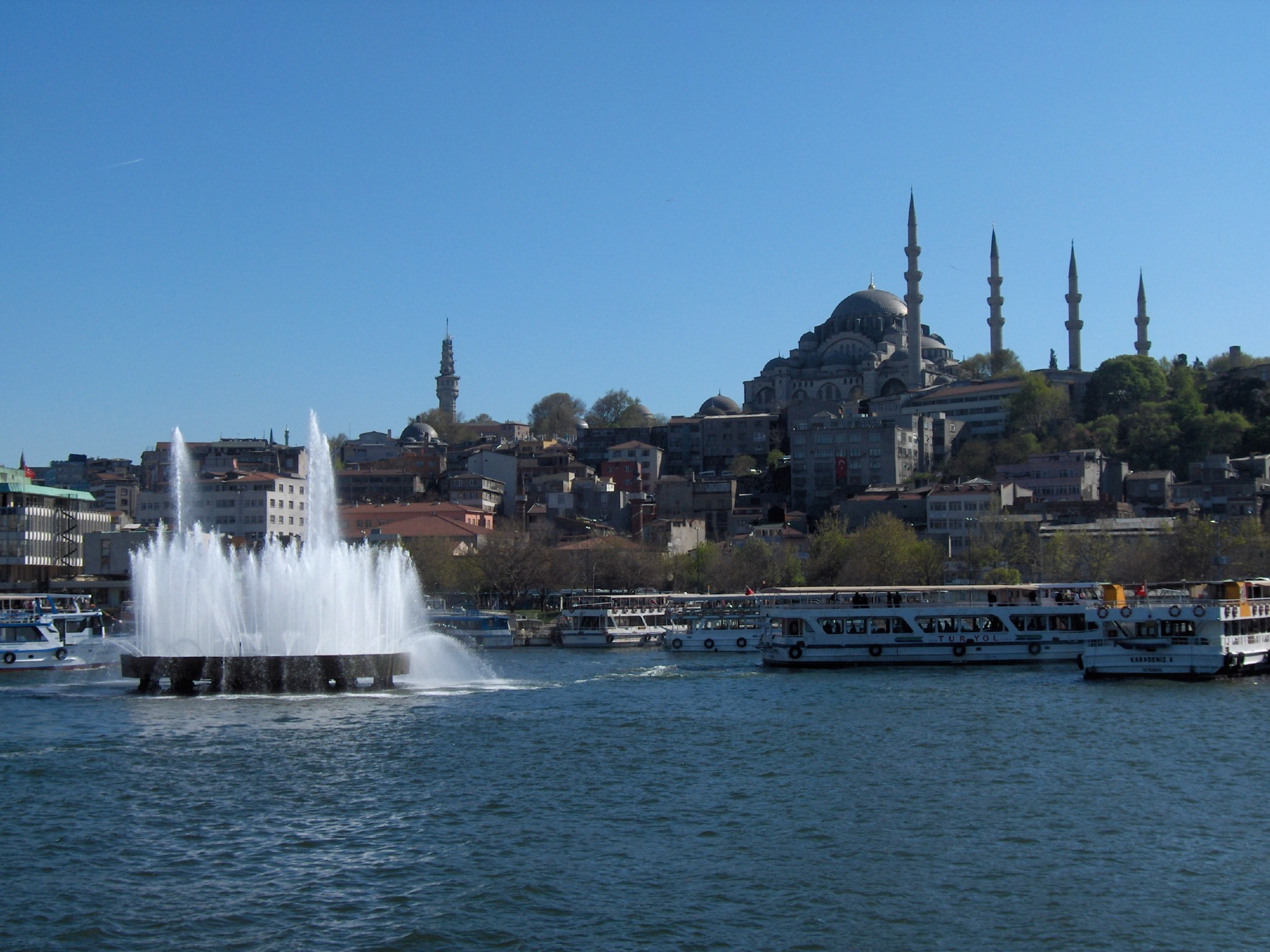
Süleymaniye-Moschee

Große Bedeutung kam der Militäreinheit der Janitscharen zu, einer stehenden Militäreinheit, die dem Sultan persönlich zugeordnet war. Sie fungierte nicht nur als Elitetruppe in Kriegen, sondern auch als Ordnungsmacht innerhalb des Reiches. Die Mitglieder dieser Truppe wurden als Jungen ihren meist christlichen Eltern weggenommen, mussten zum Islam konvertieren und kaserniert eine strenge Ausbildung durchlaufen. Diese im Sold des Sultans stehende Infanterie gewann im Laufe des Jahrhunderts stetig mehr Macht und drängte die Kavallerieeinheiten zurück. Deren Anführer waren Inhaber nicht erblicher Lehen, die ihre Einheiten aus deren Einkünften finanzieren mussten.
Im Reich gab es neben der Scharia ein einheitliches Recht des Sultans, dessen Übereinstimmung mit der Scharia vor dem Erlass bestätigt wurde. Dem untergeordnet wurde in den verschiedenen Reichsteilen lokales Recht angewendet. Auch die Steuererhebung wurde zentral organisiert. Mitte des Jahrhunderts wurde Türkisch als Amtssprache eingeführt.
Im 16. Jahrhundert florierten Landwirtschaft, die den größten Teil der Wirtschaft ausmachte, Handwerk und Handel. Bis auf die großen Städte regulierte die Zentralmacht die Wirtschaft wenig. Nach der Eroberung Ägyptens etablierte sich mit dem Kaffeehandel das Kaffeehaus als neuer Ort der Geselligkeit und Unterhaltung. Die Eliten förderten Wissenschaft, Dichtung, Musik und Malerei, die verstärkt Szenen des Hoflebens und des Alltags darstellte. Der Hofarchitekt Sinans schuf zahlreiche Bauwerke, darunter berühmte Moscheekomplexe wie Shehzade, Süleymaniye und Selimiye.

### West- und Zentralasien

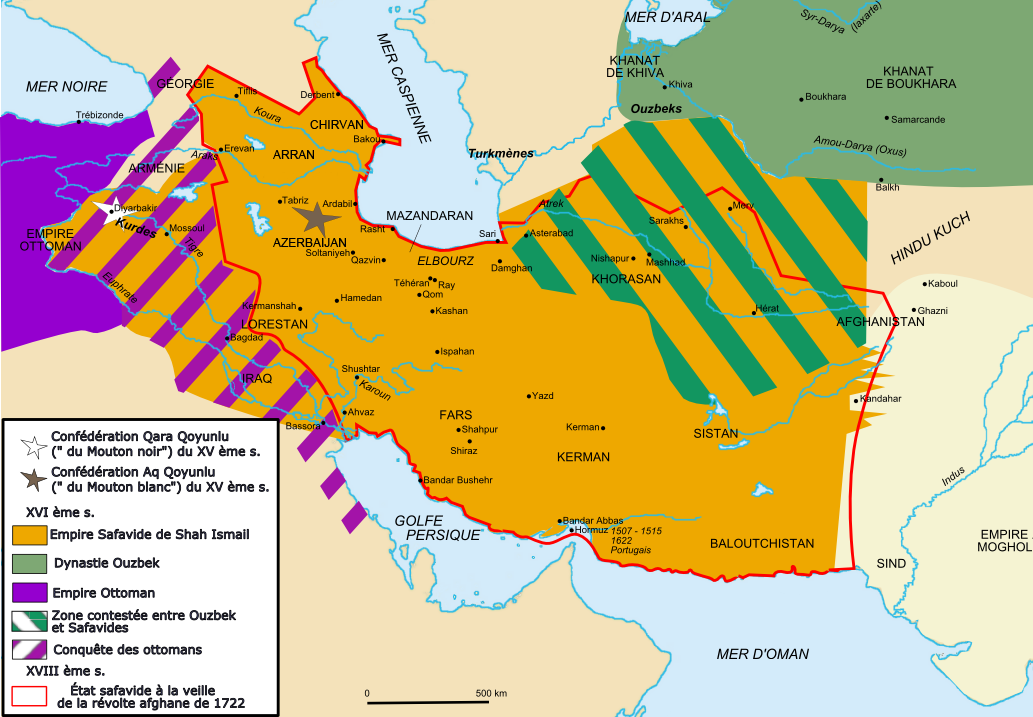
Persien unter den Safawiden

In den vorherigen Jahrhunderten hatten die Safawiden, die führende Familie des Suffiordens Safawiyya, sich in Anatolien eine Machtbasis aufgebaut. Zu Beginn des Jahrhunderts eroberte das Familienoberhaupt Ismail I. mit Hilfe turkmenischer nomadischer Kizilbasch-Stämme große Gebiete des Iraks, Irans und Chorasans. Fortwährende Auseinandersetzungen mit den rivalisierenden Osmanen führten unter seinem Nachfolger zum Verlust Anatoliens und des Iraks, der am Ende des Jahrhunderts durch Schah Abbas l. zurückerobert wurde. Das Jahrhundert hindurch führten die Safawiden fortwährend militärische Auseinandersetzungen mit den Osmanen im Westen und den Usbeken im Osten, die nur von kurzen Friedensperioden unterbrochen wurden.
Ismail I. konvertierte zum Zwölf-Schia-Islam. Er und seine Nachfolger setzten diese Konfession in ihrem Herrschaftsgebiet als Staatsreligion durch. Das sunnitische Bekenntnis und vielfältige Formen des islamischen Volksglaubens wurden mit Zwangsmaßnahmen zurückgedrängt. Schiitische Gelehrte aus dem Südirak und Südlibanon lehrten die orthodoxe Schia, die bis heute als Staatsreligion Iran prägt.
Ismail und seine Nachfolger waren als Schah sowohl politisches als auch religiöses Oberhaupt. Zunächst hatten die nomadischen Kizilbasch-Stämme als Provinzgouverneure großes politisches Gewicht. Sie hatten das Recht auf die Steuereinnahmen der Provinz, von denen sie die Militärausgaben bestreiten mussten. Die Verwaltungsaufgaben erledigte die indigene sesshafte iranische Bevölkerung. In der zweiten Jahrhunderthälfte bauten die Schahs eine Armee aus Militärsklaven auf, die im Gegensatz zu den Kizilbasch stark von ihnen abhängig waren. Schah Abbas I. gelang es dadurch den Einfluss der Kizilbasch zu seinen Gunsten zurückzudrängen. Ferner wandelte er große Flächen in Krongut um und schenkte andere Teile den Stiftungen der religiösen schiitischen Heiligtümer. Die religiöse Führerschaft der Schahs wurde im Laufe des Jahrhunderts zunehmend von schiitischen Religionsgelehrten in Zweifel gezogen. Es bildete sich ein schiitischer Klerikerstand heraus, der gesichert durch eigene Einkünfte zunehmend unabhängiger von den weltlichen Herrschern wurde. Gefördert von den Schahs wurde der Scheinkult in Iran immer populärer.
Zu Beginn des Jahrhunderts hatten sich die Nomaden am kasachischen Fluss Syrdarja unter dem Schaibaniden Mohammed Scheibani zusammengeschlossen und Transoxanien erobert, das bis dahin von den zerfallenden Reichen der Timuriden beherrscht wurde. Das von ihnen gegründete Usbeken-Khanat blieb in Abgrenzung zu Iran sunnitisch. Zwar waren die Schaibaniden die obersten Khane, doch war das Gebiet unter den führenden Clans aufgeteilt, die die hauptsächliche politische Macht ausübten. Mitte des Jahrhunderts kam es zu einem Bürgerkrieg zwischen den Clans um die Aufteilung der Gebiete, aus dem Abdalläh als neuer Khan hervorging.
Ebenso wie die Schaibaniden waren die in Mogolistan lebenden Nomaden mongolischer Abstammung. Sie eroberten das Tarimbecken und kontrollierten den Handel der durch es durchführenden Seidenstraße. Im Kernland der Mongolen herrschte Altan Khan. Unter ihm führten die Mongolen zahlreiche Raubzüge in China, das daraufhin seine Mauer verstärkte, durch. Erst als die Chinesen in einen Handelsvertrag mit den Mongolen einwilligten, hörten die Raubzüge auf. Altan Khan ging eine Allianz mit den Anhängern der tibetisch buddhistischen Gelug-Schule ein. Er verhalf der Schule sich gegenüber ihren Widersachern in Tibet durchzusetzen und verlieh ihrem Oberhaupt den Titel Dalai Lama. Dieser missionierte die Mongolen zum tibetischen Buddhismus.

### Der indische Subkontinent

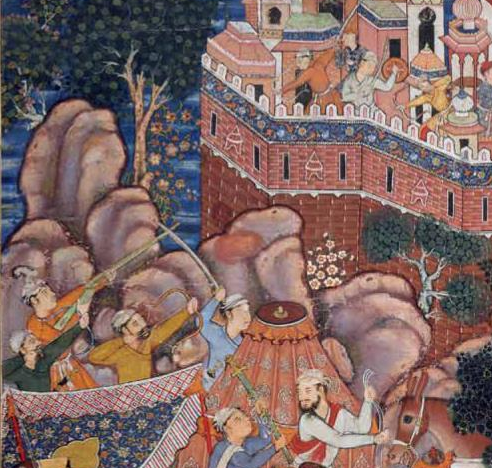
Angriff der Mogul-Armee

Der indische Subkontinent des 16. Jahrhunderts kann in drei Zonen gegliedert werden. Im Norden lagen muslimische Reiche, die zumeist ihren Ursprung im Delhi-Sultanat hatten. Diese Reiche wurden im Laufe des Jahrhunderts vom Mogulreich erobert. In der Mitte lagen die Dekkan-Sultanate, die Nachfolgereiche des Bahmani-Sultanats. Im Süden erstreckte sich das Königreich Vijayanagar.
Vertrieben von den Usbeken eroberte Babur, ein muslimischer Nachfahre Timurs, vom Hindukusch aus die indische nördliche Tiefebene. Da seine Herrschaft nur unzureichend verankert war, konnte der paschtunische Heerführer Sher Khan Suri den Norden des indischen Subkontinents erobern. In Militär- und Verwaltungsstruktur legte er die Grundlagen, auf die das Mogulreich, das der Enkel Baburs, Akbar I., in der zweiten Jahrhundert errichten konnte, zurückgriff. Akbar eroberte ganz Nordindien von Gujarat bis Bengalen, aber auch Kabul gehörte zu seinem Reich.
Der Erfolg der Mogul-Armee war die stimmige Kombination aus Feuerwaffen, Bogenschützen und Kavallerie, gegen die Gegner kein Mittel fanden. Aber auch Diplomatie und Heiratsbündnisse gehörten zu Akbars Politik. Seine religiöse Toleranz gegenüber der hinduistischen Mehrheit seiner Untertanen zeigte sich in der Abschaffung der besonderen Kopfsteuer für Nicht-Muslime. Ferner zwang er seine Ehefrauen nicht zum Islam überzutreten. Hindus stiegen in die höchsten Verwaltungsämter auf, während viele militärische Führungspositionen von Muslimen wahrgenommen wurden. Insgesamt wurden alle ethnischen Gruppen gleichmäßig berücksichtigt.
Akbar stand als absoluter Herrscher an der Spitze von Militär und Verwaltung. Dabei hatte jeder Amtsträger einen Rang in einem stark ausdifferenzierten Rangsystem. Je nach Rang erhielten wichtige Amtsträger, die der Herrscher alle persönlich ernannte, Landzuteilungen, die ihnen zur Finanzierung ihrer Aufgaben dienten. Rotationsregeln verhinderten die Bildung einer Hausmacht. Die Abgaben wurden aufgrund statistischer Analysen der Leistungsfähigkeit der Provinzen erhoben. Durch verschiedene Maßnahmen gelang es dem Herrscher lokale Fürsten in die zentralistischen Verwaltungsstrukturen des Staates einzubinden, so dass die Strukturen auch in den Provinzen relativ stark verankert waren.
Akbar etablierte einen Herrscherkult mit ihm als Herrscher von Gottes Gnaden, der sich stark von der traditionellen Auslegung des Islams unterschied. Seinen Herrschaftsanspruch inszenierte er mit prunkvollen Festen und Bauten. Mit seinem Herrscherkult rief Akbar heftigen Widerspruch muslimischer Geistlicher hervor, aus der eine islamische Erneuerungsbewegung im folgenden Jahrhundert hervorging.
Als sehr wichtige Quelle zur Finanzierung des zentralistischen Mogulreiches diente die in diesem Jahrhundert eingeführte Grundsteuer. Im von der Landwirtschaft geprägten Nordindien beschränkte sich die Geldwirtschaft im Wesentlichen auf den zur Erwirtschaftung der Grundsteuer notwendigen Handel. Die Marktorientierung der Landwirtschaft war deutlich geringer als in Europa und China. Dennoch benötigte die Geldwirtschaft des Mogulreiches eine steigende Menge von Gold und Silber, die Akbar hauptsächlich von den Portugiesen erwarb. Diese errangen im Laufe des Jahrhunderts durch den Einsatz ihrer stark bewaffneten Flotte eine Vormachtstellung zur See und bauten ein „Kolonialreich“ aus Festungen und Handelsniederlassungen an den indischen Küsten auf. Diese Erfolge konnten sie erzielen, weil die großen indischen Landmächte keine Neigung zeigten eine eigene Kriegsflotte aufzubauen.
Neben den Mogulen war das im Süden des Subkontinents gelegene Königreich Vijayanagar die zweitgrößte Landmacht. Das Reich wurde von der hinduistischen Königsdynastie der Tuluva regiert. König Krishna Deva Raya eroberte mehrere Nachbarreiche und führte das Reich zu seiner letzten Blüte. Seine Nachfolger provozierten einen Zusammenschluss der nördlich gelegenen Dekkan-Sultanate und verloren gegen diese in der Schlacht von Talikota im Jahr 1565. Von den anschließenden Zerstörungen durch die Sieger erholte sich das Königreich, das formal noch bis zum 17. Jahrhundert fortbestand, nicht mehr. Die Militärgouverneure der Provinzen übernahmen die Herrschaft und gründeten die Nayak-Dynastien.

### China

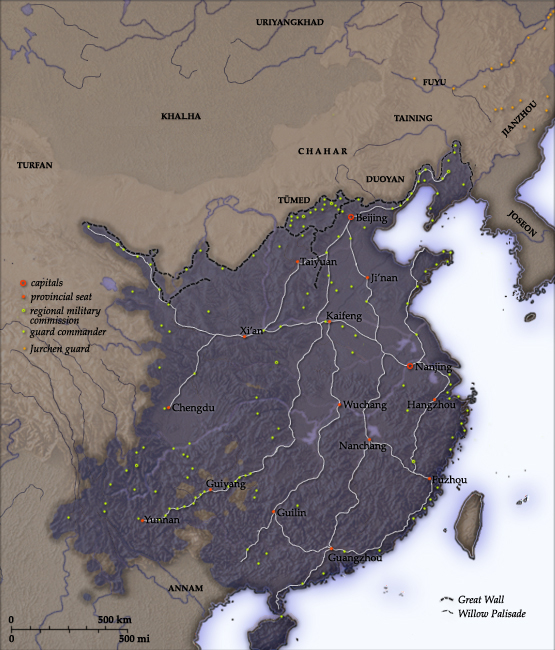
China im Jahr 1580

Im 16. Jahrhundert war China das zweitgrößte Reich der Welt (nach dem Osmanischen Reich), auch wenn es mit vier Millionen km² wesentlich kleiner war als die heutige Volksrepublik China. In Ostasien nahm es eine führende wirtschaftliche und kulturelle Position ein. An der Spitze des Reiches standen die Kaiser der Ming-Dynastie, die ihre Herrschaft auf einen Beamtenapparat stützten. Da die Kaiser sich oft auf ihre rituellen Aufgaben beschränkten, wurde das Reich von den Eunuchen des Hofes und den Spitzenbeamten regiert. Beide Gruppen standen oft in Konkurrenz zueinander. Die Beamten wurden durch ein mehrstufiges Prüfungssystem ausgewählt, das die neokonfuzianischen Schriften abprüfte. Auf der untersten Ebene waren die Mittel der Beamten beschränkt, so dass sie sich für die Regierungsführung auf die lokale Gentry, eine Schicht reicher Kaufleute und Großgrundbesitzer, stützten. Dieser gewährten sie für ihre Dienste Sonderprivilegien, die die Gentryfamilien zum Ausbau ihrer Macht nutzten.
Die chinesische Wirtschaft wuchs in diesem Jahrhundert stark und änderte ihre Struktur. Ein Motor des Wirtschaftsaufschwungs war die Fortsetzung des im vorherigen Jahrhundert begonnenen rapiden Bevölkerungswachstums, sodass in China um das Jahr 1600 150 bis 160 Millionen Menschen lebten. Ferner setzten sich die Strukturveränderungen der chinesischen Wirtschaft fort. Da die lokalen Oberschichten einerseits von den steigenden Arbeitsverpflichtungen der Bauern befreit waren, andererseits auch die Steuererhebung organisierte, nutzten sie ihre Macht aus und pressten den Kleinbauern immer mehr Land ab. Viele der nun abhängigen Bauern wanderten in die Städte ab. Dies war der Nährboden für eine zunehmend arbeitsteilige Wirtschaft, eine immer größere Marktorientierung und die Zunahme des Binnenhandels. Ein ebenso gewichtiger Faktor für den Wirtschaftsaufschwung war der zunehmende Außenhandel, der auf einer großen Nachfrage nach chinesischen Produkten aus Ostasien und in der zweiten Jahrhunderthälfte aus Europa fußte.
In der ersten Jahrhunderthälfte war China ein Teil des (ost-)asiatischen Handelsnetzwerks, das sich in den vorherigen Jahrhunderten entwickelt hatte. Ein Verbot des See- und Außenhandels konnte die chinesische Führung zu keinem Zeitpunkt durchsetzen. Vielmehr führten ihre Versuche zu einem Anstieg der Piraterie, da lokale Händler bei ihrem Schwarzhandel mit Piraten zusammenarbeiteten. Die chinesischen Waren wurden sehr oft mit Silber bezahlt, das in der ersten Jahrhunderthälfte vor allem aus Japan kam. In der zweiten Jahrhunderthälfte hoben die chinesischen Autoritäten das See- und Außenhandelsverbot auf. Gleichzeitig beteiligten sich die Europäer immer stärker am Handel. Mit der Gründung der spanischen Kolonie Manila begann der ostasiatische Dreieckshandel mit Lateinamerika. Die Spanier importierten südamerikanisches Silber über Manila nach China. Im Gegenzug erhielten sie chinesische Textilien und Porzellan, das sie entweder direkt nach Europa verschafften oder in Asien gegen Gewürze eintauschten. Das Silber diente der wachsenden chinesischen Wirtschaft als Währung, da das staatliche Papiergeld kein Vertrauen genoss. Der Staat war in ständiger Finanznot, da Steuern und Arbeitsleistungen auf immer weniger Menschen verteilt wurden und gleichzeitig die Ausgaben stiegen. Ferner waren die durch Arbeitsverpflichtung erbrachten Leistungen von geringer Qualität. Reformen, die dazu führten, dass immer mehr Steuern in Geld zu erbringen waren, beschleunigten die Marktorientierung der Landwirtschaft. Als besonders große Belastung für den Staatshaushalt erwies sich die militärische Unterstützung Koreas im Imjin-Krieg gegen Japan zum Ende des Jahrhunderts, welche als eine Ursache für den Untergang der Ming im folgenden Jahrhundert gesehen wird.

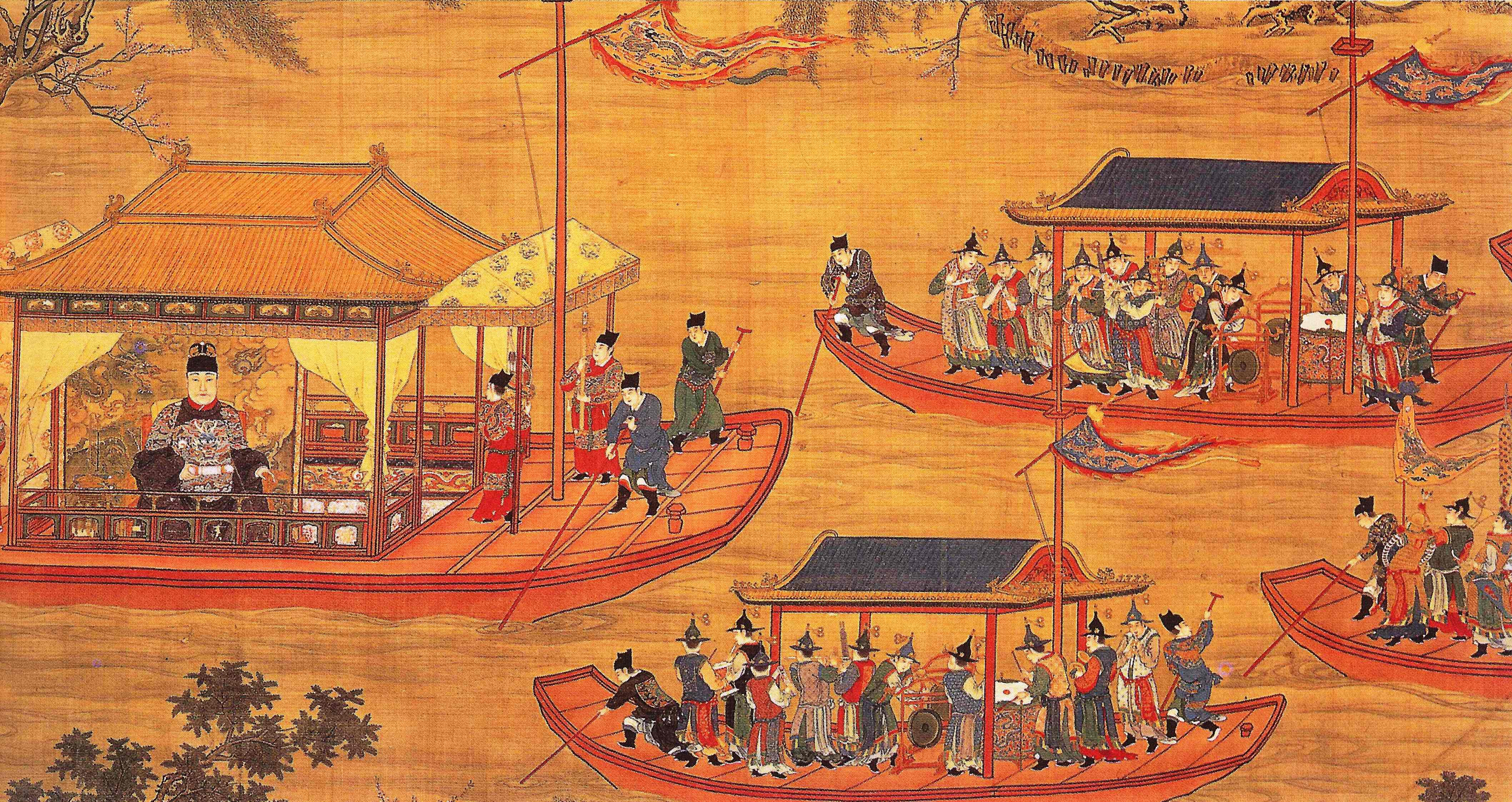
Kaiser Jiajing auf seinem Staatsschiff

Das 16. Jahrhundert markierte sozial und kulturell einen Umbruch. Insbesondere in der zweiten Jahrhunderthälfte erhöhte sich die soziale Mobilität, die Standesunterschiede verschwammen zunehmend. Ein starker Anstieg der Lese- und Schreibfähigkeit schaffte einen breiten Markt für Literatur. Diese Nachfrage wurde durch ein steigendes Angebot an gedruckten Büchern befriedigt. Richtete sich das Literaturangebot in den vergangenen Jahrhunderten vor allem an eine Gelehrtenschicht, so nutzten zahlreiche Verleger die seit Jahrhunderten bekannten Techniken von Holztafeldruck und Papier, um die Nachfrage des breiten Volkes nach Gedrucktem zu befriedigen. So entstanden beliebte Volksromane, die bis heute in China rezipiert werden. Im Gegensatz zu den bisherigen Büchern, die in einer Gelehrtensprache verfasst wurden, wurden sie in der chinesischen Alltagssprache geschrieben. Die seit Jahrhunderten staatstragenden Lehren des Neokonfuzianismus wurden durch den Philosophen Wang Yangming neu interpretiert. Wang, dessen Denken vom Buddhismus beeinflusst war, lehrte, dass der Mensch die Wahrheit in sich selbst aus der inneren Intuition erkennen müsse. War der Neokonfuzianismus bisher eine Weltanschauung der Eliten, so trugen die Anhänger Wangs seine Interpretation in breite Bevölkerungsschichten.

### Ostasien

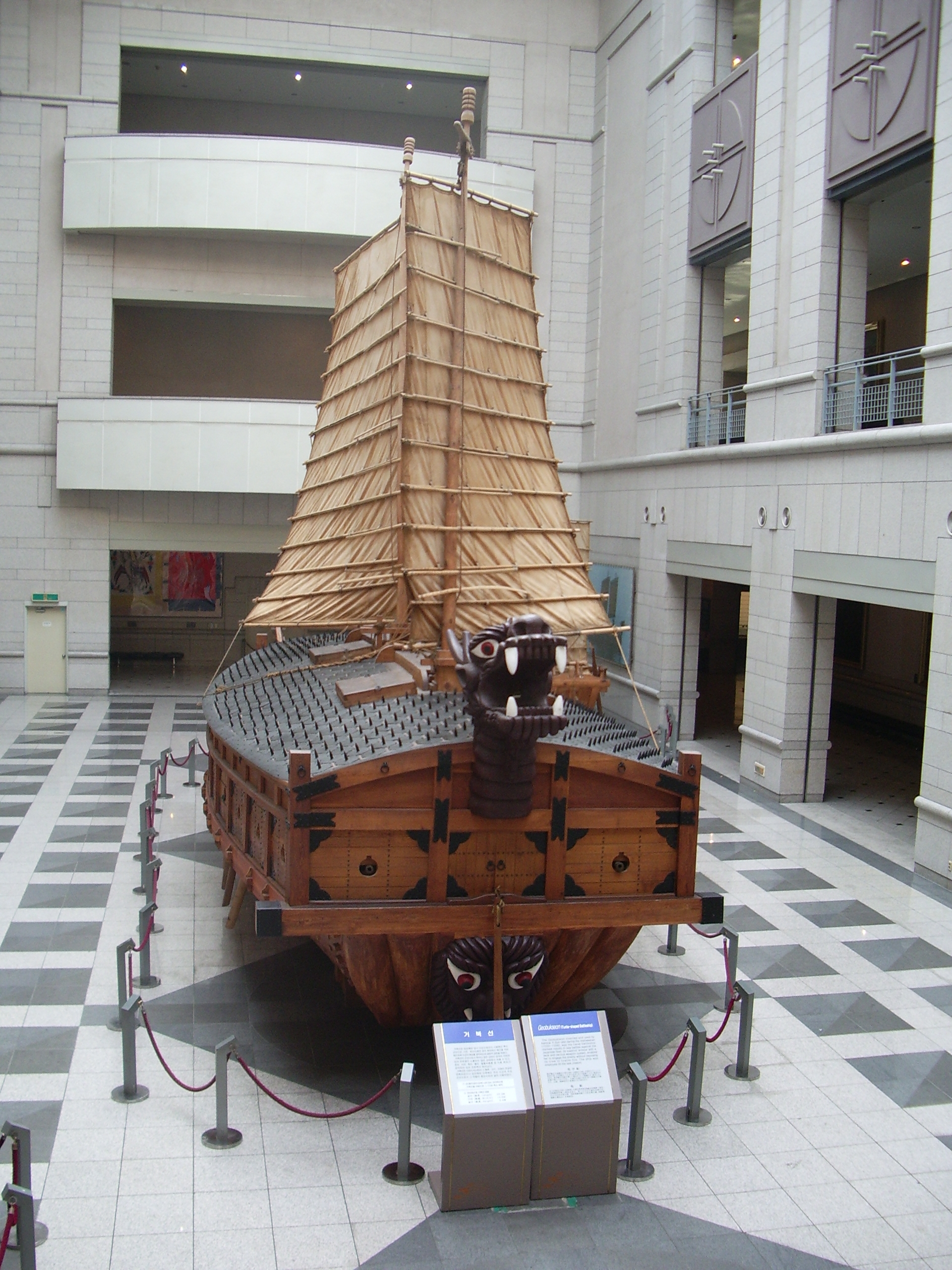
Modell eines im Imjin-Krieg eingesetzten Schildkrötenschiffes

An der Spitze Koreas standen die Könige der Choson-Dynastie. Sie herrschten über eine undurchlässige Ständegesellschaft, bei der der Stand durch die Geburt bestimmt wurde. Zwar erfolgte die Ämterbesetzung durch ein Prüfungssystem, jedoch bestimmte die Standeszugehörigkeit den Zugang zu den Prüfungen. Die Einschränkung der Bewegungsfreiheit der unteren Schichten, unter denen die große Gruppe der Sklaven die wenigsten Rechte hatte, wurde durch ein Erkennungsmarkensystem verstärkt. Die Oberschicht gliederte sich zunächst in zwei, dann in mehrere miteinander rivalisierende Gruppen, die abwechselnd die Gunst des Königs erlangten. Gewann eine Gruppe die Oberhand, so führte diese eine tödliche Säuberungswelle unter den Anhängern der anderen Gruppe durch. Ideologisch als auch von der Struktur orientierte sich die koreanische Administration am neokonfuzianischen Modell Chinas.
Als Japan zum Ende des Jahrhunderts den Durchmarsch seiner Truppen erbat, um China anzugreifen, wies dies Korea als Alliierter Chinas ab. Danach verwüsteten japanische Armeen Korea, dessen Streitmacht den Angreifern nicht gewachsen war. Nur mit Hilfe des chinesischen Verbündeten und einer technologisch überlegenen Marine konnten die japanischen Invasoren zurückgeschlagen werden. Als die Japaner nach dem Tod ihres Führers Toyotomo Hideyoshi ihre Invasionsbemühungen 1598 endgültig beendeten, war die Zerstörung der wirtschaftlichen Ressourcen und die Dezimierung der Bevölkerung durch den Imjin-Krieg so groß, dass das Land um fast ein Jahrhundert in seiner Entwicklung zurückgeworfen wurde.
Zu Beginn des Jahrhunderts war Japan in die Herrschaftsbereiche zahlreicher Daimyos geteilt. Diese bauten im ganzen Land zahlreiche Burgen zur Absicherung ihrer Herrschaft und waren ständig in Auseinandersetzungen verwickelt. Dabei trafen Massenheere aufeinander, in denen Bauern eine immer größere Rolle spielten. Diese Heere kämpften mit Spießen, Bogen und im Laufe des Jahrhunderts auch mit Schusswaffen. Somit verloren die Samurai, berittene Bogenschützen und Schwertkämpfer, an Bedeutung. Mitte des Jahrhunderts begann sich ein Daimyo, Oda Nobunaga, durchzusetzen und leitete die Einigung Japans, die über drei Herrscher bis zum Beginn des folgenden Jahrhunderts dauerte, ein. Durch Bündnisse und Kriege gewann Nobunaga ein immer größeres Territorium. Sein Nachfolger Toyotomo Hideyoshi setzte das Einigungswerk mit einem größeren Schwerpunkt auf Diplomatie fort. Am Ende des Jahrhunderts versuchte er Korea zu erobern, wurde jedoch von der mit Korea verbündeten chinesischen Armee besiegt.
Die zahlreichen militärischen Auseinandersetzungen hinderten jedoch japanische Kaufleute nicht daran, regen Handel mit China zu betreiben, wobei der Export von Silber sehr bedeutend war. Es bildeten sich Wirtschaftsstrukturen heraus, die die Basis des japanischen Wirtschaftsaufschwungs der folgenden Jahrhunderte waren.
In der Jahrhundertmitte kam der Handel mit den europäischen Nationen, besonders mit Portugal, hinzu. Diese brachten neben der Kenntnis von Feuerwaffen und nautischen Kenntnissen das Christentum nach Japan. Zunächst wurde das Christentum von einigen japanischen Daimyos gefördert, da es als Gegengewicht zu militanten buddhistischen Sekten dienen sollte. Der Erlass Hideyoshi die christlichen europäischen Missionare auszuweisen brachte eine Kehrtwende der Einstellung des wichtigsten japanischen Herrschers zum Ausdruck. Da dieser aber nicht durchgesetzt wurde, wuchs die christliche Gemeinde Japans zum Jahrhundertende auf 300.000 Mitglieder an. Dennoch blieben die Christen in Japan eine kleine Minderheit. Die Mehrheit hing verschiedenen buddhistischen Glaubensrichtungen an, die sich untereinander stark bekämpften. Die stärkste Richtung war der Zen-Buddhismus.

### Indischer Ozean und Südostasien

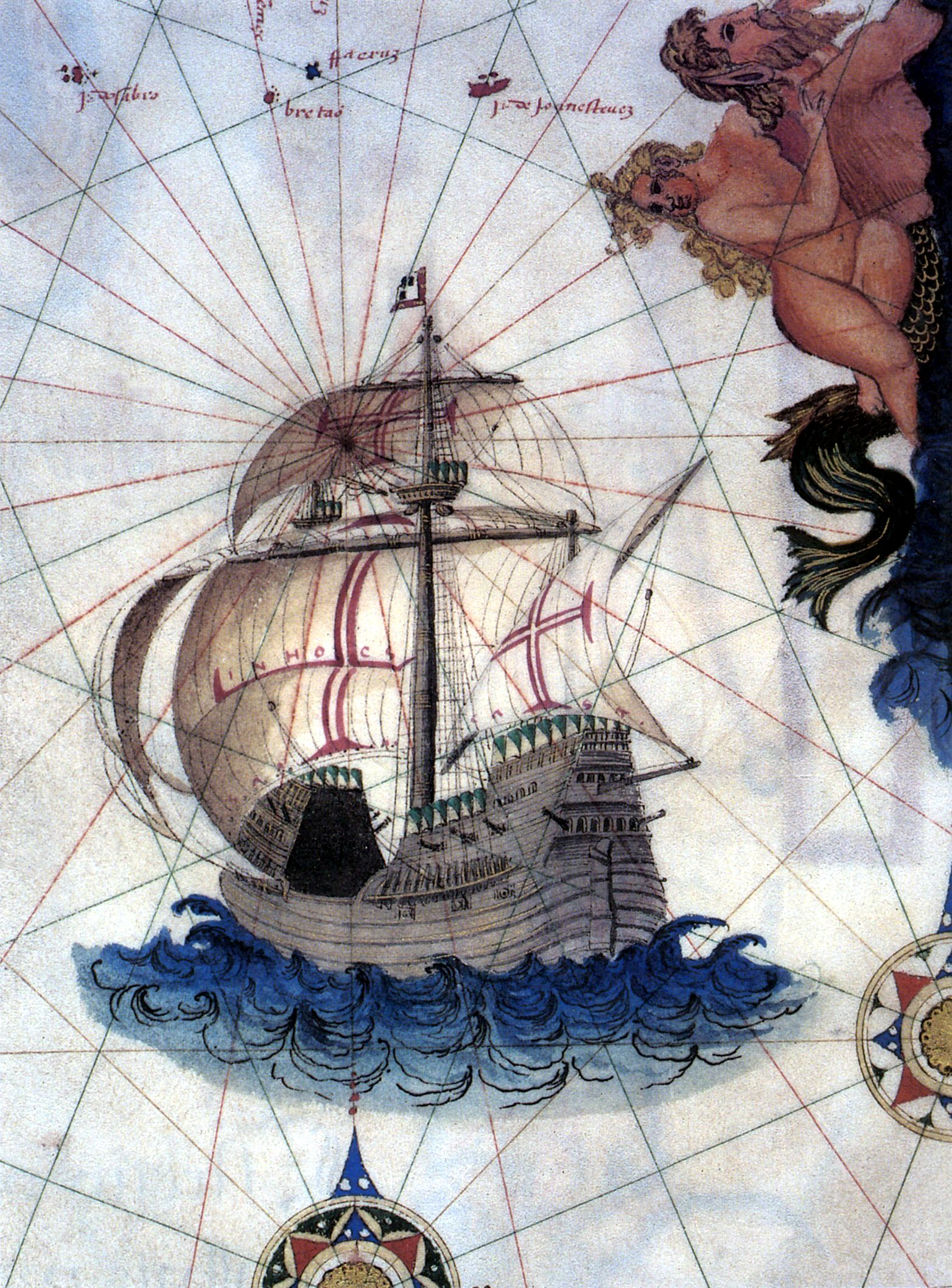
Für ihre Indienfahrten nutzten die Portugiesen oft Karacken.

Der Indische Ozean des 16. Jahrhunderts war durchzogen von maritimen Handelsnetzen. Der weitgehend friedliche Handel wurde von mehreren Händlergruppen aus dem Nahen Osten, Indien, China und aus Südostasien betrieben, wobei einzelne Abschnitte von einzelnen Gruppen dominiert wurden. Mit dem Bestreben den Zwischenhandel für asiatische Luxuswaren, wie Gewürze, zu umgehen, drangen die Portugiesen zu Beginn des Jahrhunderts in dieses Handelsnetzwerk ein und veränderten es grundlegend. Durch die Eroberung zentraler Handelsemporien wie dem indischen Goa und Malakka auf der Malaiischen Halbinsel versuchten sie zu Beginn des Jahrhunderts, große Teile des Handels an sich zu binden und durch hohe Schutzzölle Einnahmen zu generieren. Waren sie anfangs erfolgreich, so wichen große meist muslimischen Händlergruppen auf alternative Routen aus. Im Zuge dieser Strukturveränderung gingen viele etablierte Reiche des südostasiatischen Festlandes unter und neue Sultanate entstanden. Das bedeutendste Sultanat war Aceh im Norden Sumatras. Diese Sultanate stützen auch die Ausbreitung des Islam, zu dem Missionare die meisten südostasiatischen Inselbewohner bekehrten. Die Erfolge der christlichen Missionare blieben hingegen bis auf die Philippinen gering. Diese von den Spaniern kolonisierten und missionierten Inseln waren deren wichtigster Brückenkopf nach Asien. Die Verknüpfung des asiatischen Seehandels mit Amerika war ihr Verdienst und Privileg. Sie und vor allem die Portugiesen verbanden erstmals den maritimen asiatischen Handel direkt mit Europa. Im Laufe des Jahrhunderts minderten zunehmen private portugiesische Händler den Vorrang des staatlich organisierten portugiesischen Handels.
Auch die mehrheitlich buddhistischen Reiche des südostasiatischen Festlandes profitierten mit ihren Häfen vom maritimen Handel. An ihren Konflikten beteiligte sich Portugal eher indirekt, während sich einige unabhängige portugiesische Glücksritter direkt einmischten. Aus den Auseinandersetzungen der drei birmanischen Machtzentren Oberbirma, Niederbirma und Mon ging die Taungu-Dynastie als Sieger hervor. Sie eroberte zunächst große Teile des heutigen Myanmar und konnte im Jahr 1567 die Hauptstadt Ayutthaya des gleichnamigen thailändischen Reiches erobern, schaffte es aber nicht, die Stadt lange zu halten. Durch die andauernden Kriegszüge war das lose zusammengehaltene Herrschaftsgebiet der Taungu-Dynastie zum Ende des Jahrhunderts wirtschaftlich ausgelaugt und die Herrscher hatten mit Aufständen zu kämpfen. Ayutthaya konnte sich in wenigen Jahrzehnten wieder erholen und griff nun seinerseits Birma an. In den dadurch ausgelösten Machtkonflikten zerbrach das birmanische Reich.

## Amerika
Der amerikanische Kontinent erlebte in diesem Jahrhundert einen so radikalen und schnellen Wandel wie niemals zuvor in seiner Geschichte. Zu Beginn des Jahrhunderts hatten zwei große Regionalreiche die Azteken in Mexiko und die Inka in Südamerika ihre Blüte erreicht. In den 20er und 30er Jahren wurden beide Reiche von Abenteurern, die in Lizenz der spanischen Krone agierten, erobert und zerstört. Neben den Schwachpunkten der beiden Reiche kamen den Spaniern auch die überlegene Waffentechnik und der Einsatz von in Amerika nicht bekannten Pferden zugute. Entscheidend für die Eroberung Amerikas war jedoch die Auswirkung der von den Europäern eingeschleppten Krankheiten. Pocken, Masern und Grippe, gegen die die Indigenen Amerikas keine Resistenzen hatten, verbreiteten sich über die ausgedehnten Handelswege des Doppelkontinents und töteten bis zu 90 % der Bevölkerung, oft noch bevor die Europäer an ihren Wohnorten ankamen. Gleichzeitig änderte sich die Tierwelt des Kontinents durch die von den Europäern mitgebrachten Haustiere. Pferde und Schweine wilderten aus. Für einige nomadische indigene Völker wurden die eingefangenen Wildpferde Teil ihrer Kultur. Die ausgewilderten Schweine mutierten zu Wildschweinen. Einerseits richteten sie erheblichen Schaden bei einigen landwirtschaftlichen Kulturen an, andererseits dienten sie den Indigenas als Fleischlieferanten.

### Eroberungen in Mittelamerika

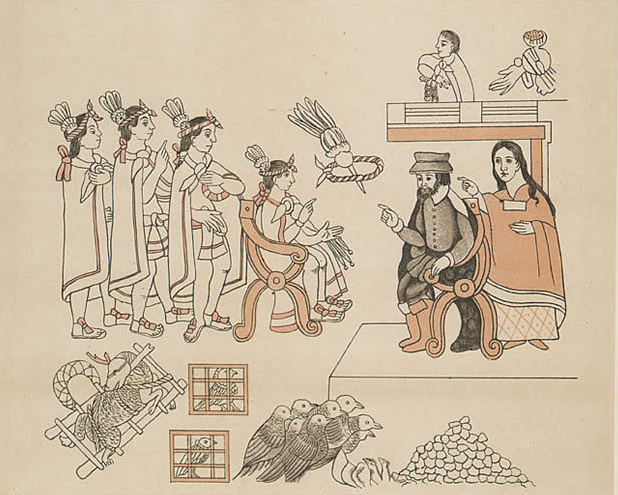
Begegnung zwischen Cortés, seiner Unterstützerin Malinche und Moctezuma II.

Seit dem 15. Jahrhundert eroberte die Stadtgemeinschaft Tenochtitlán, Texcoco und Tlacopán ein großes Aztekenreich, das mit den zusätzlichen Eroberungen in diesem Jahrhundert große Teile Mittelamerikas umfasste. Meist regierten sie die unterworfenen Gebiete nicht direkt, sondern etablierten loyale Herrscher und festigten ihre Herrschaft durch Ehebündnisse. Von den unterworfenen Völkern pressten sie hohe Tribute ab, die in die drei Hauptstädte flossen. Zur Blütezeit der Azteken wuchs ihre größte Stadt Tenochtitlán auf 300.000 Einwohner an. An der Spitze von Tenochtitlán stand ein Monarch, der aus dem Hochadel stammte. Dieser besaß große Vermögen und hatte bestimmte Vorrechte. Oft arbeiteten für ihn abhängige Bauern. Die niedrigste Schicht bildeten die unfreien Sklaven, deren Status nicht erblich war. Die Verlierer dieses Systems waren die eroberten Stadtstaaten und die kleinen Nachbarn des Aztekenreiches. Sie sahen in der Zusammenarbeit mit dem Spanier Hernán Cortés und seinen Söldnern die einzige Möglichkeit, der Gewaltherrschaft der Azteken zu entkommen. Dieser nutzte die Unvorsichtigkeit des Aztekenkönigs Montezuma, um ihn gefangen zunehmen. Aufgrund der streng hierarchischen Struktur des Reiches konnte er damit das Reich zerstören.

### Eroberung des Inka-Reiches

Expansion des Inkareiches

Die Inka hatten insbesondere im letzten Jahrhundert zahlreiche Völker unterworfen und so ein Reich im Gebiet der südamerikanischen Anden und der angrenzenden Gebiete begründet. Die Gesellschaft der Inka war in viele Verwandtschaftsgruppen gegliedert, die nach einem hierarchischen System geordnet waren. Eroberte Völker wurden in diese Hierarchie auf niedriger Stufe eingebunden. Die Wirtschaft im Inkareich basierte vorwiegend auf Landwirtschaft, die im Gegensatz zu den Wirtschaften Asiens, Europas und Afrikas keine Nutztiere kannte. Auch das Handwerk war geringer ausgeprägt als auf den anderen Kontinenten. Die Inka hatten ein staatlich gelenktes Handelssystem, bei dem überschüssige Handelsgüter an zentralen staatlichen Stellen abgegeben und von dort aus verteilt wurden, errichtet. Zur Aufrechterhaltung dieses Handelssystems betrieben die Inka eine Bürokratie, die einen umfassenden Zensus der Bevölkerung einschloss. Zur Förderung des Handels erweiterten die Inka ein Netz von Handelsstraßen, von denen die Längste über 5.000 Kilometer lang war.
Als der Inka-Herrscher Huayna Cápac im Jahr 1525 starb, löste der Erbfolgestreit seiner Söhne einen Bürgerkrieg aus. Seinen Sieg im Streit um die Krone erkaufte sich Atahualpa mit einem zutiefst gespaltenen Land. Als kurz nach seinem Sieg im Jahr 1532 der Spanier Francisco Pizarro mit einer kleinen Armee das Inka-Reich erreichte, nutzte er die Spaltung des Landes und die Unvorsichtigkeit des Inka-Königs aus und eroberte das Reich bis zum Jahr 1536.

### Herrschaft und Gesellschaft in den europäischen Kolonien
Die spanische Herrschaft wurde zu Beginn des Jahrhunderts durch Konquistadoren, spanische Abenteurer in Lizenz der Krone, durchgeführt. Durch Vertrag trieben sie auf eigene Rechnung die Abgaben der Ureinwohner ein und konnten über ihre Arbeitskraft verfügen. Insbesondere in dieser Phase kam es zu zahlreichen Gewaltexzessen gegenüber der indigenen Bevölkerung. Im Laufe des Jahrhunderts baute die spanische Krone zentralistische Verwaltungsstrukturen auf, an deren Spitze zwei Vizekönige, einer in Süd- und der andere in Mittelamerika, standen. Ziel der Krone war ein zentralistisches Herrschaftssystem mit absolutistischen Zügen. Die Verfügungsgewalt über die Arbeitsleistung der Indios wurde Privatpersonen zunehmend, indirekt über staatliche Stellen zur Verfügung gestellt, was die Gewaltanwendung gegenüber den Ureinwohnern verringerte. Zur Erschließung Amerikas gehörten zahlreiche Stadtgründungen, die oft planmäßig nach einem Schachbrettmuster angelegt wurden. Es etablierte sich eine ethnisch geschichtete Gesellschaft. Dessen oberste Schicht waren die eingewanderten Europäer, den zweiten Rang nahmen die indigene Führungsschicht und Menschen gemischte ethnischer Herkunft ein, die dritte Schicht bildeten die einfachen Indigenas und die unterste Schicht die afrikanischen Sklaven. Im Laufe des Jahrhunderts ging die Zahl der indigenen Amerikaner durch Krankheiten, Gewalttaten, Hunger und Geburtenrückgänge stark zurück. Gleichzeitig wanderten zahlreiche Spanier und andere Europäer nach Amerika ein. Die nach Amerika verschleppten afrikanischen Sklaven konzentrierten sich in einigen Orten, wo ihre Arbeitskraft benötigt wurde.
Während des Jahrhunderts wurde ein großer Teil der Bevölkerung im spanischen Einflussbereich zum Christentum bekehrt. Dies geschah teils gewaltsam, teils durch Überzeugung. Eine tragende Rolle in der Mission spielten die christlichen Mönchsorden, die teilweise als Anwälte der indigenen Bevölkerung gegen die spanische Obrigkeit auftraten. Oft geschah die Annahme des Christentums nur oberflächlich und die alten religiösen Elemente wurden dort integriert. Insgesamt trug die Kirche mit dem Aufbau eigener Strukturen erheblich zur Neustrukturierung Amerikas bei.
In vielen Regionen Amerikas, insbesondere in Nordamerika und den küstenfernen Regionen Südamerikas waren die Europäer, wenn überhaupt durch einzelne Abenteurer präsent. Während die Versuche Englands und Frankreichs Kolonien in Nordamerika einzurichten in diesem Jahrhundert scheiterten, gelang es den Spaniern, mit St. Augustine im nordamerikanischen Florida eine Siedlung zu errichten, die bis heute Bestand hat.

### Wirtschaft im iberischen Amerika

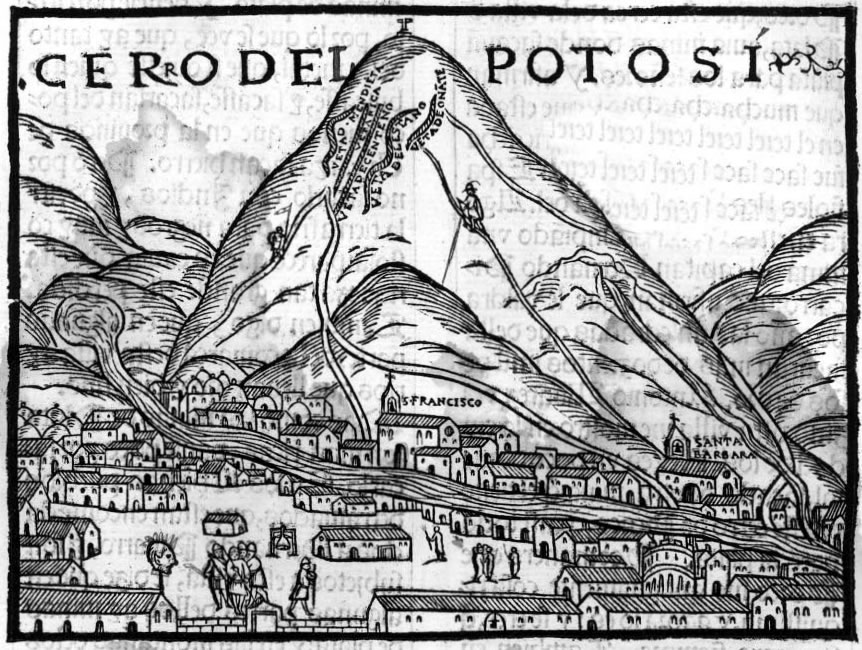
Die Bergbaustadt Potosí

Die Kolonialherren richteten die Wirtschaft auf den Export nach Europa aus. Portugal, dem laut Vertrag von Tordesillas die Ostküste Südamerikas zugesprochen wurde, richtete ab den 40er Jahren dort Zuckerrohrplantagen ein. Den mit importierten afrikanischen Sklaven und versklavten Ureinwohnern hergestellten Zucker exportierten sie mit Erfolg nach Europa. Ihre Plantagen sicherten sie mit militärischen Stützpunkten ab.
Die Spanier waren weniger erfolgreich mit ihren Zuckerrohrplantagen, so dass ihr Hauptexportartikel, Metalle, insbesondere Silber und Gold waren. In wenigen Bergwerken, insbesondere in Potosí in Bolivien, gewannen sie in der zweiten Jahrhunderthälfte große Mengen Silber und exportierten es unter der Kontrolle der Krone nach Europa. Durch die Beschäftigung von europäischen Bergbauspezialisten wurde der Abbau immer effektiver. Da die Zwangsverpflichtung von Arbeitskräften nicht ausreichte, importierten sie zahlreiche afrikanische Sklaven als Arbeitskräfte für den Bergbau.
Neben dem Silberexport und dem Export aus Plantagen war die Wirtschaft Amerikas von der Landwirtschaft dominiert, wobei der Selbstversorgungsanteil hoch war. Das Handelsnetz richtete sich zunehmend auf die Versorgung des Bergbaus neu aus. In Südamerika blieb es in indigener Hand, während in Mittelamerika die spanischen Einwanderer eine immer bedeutendere Rolle einnahmen.